# وعد بلفور
وَعْدُ بَلفُور بيانٌ علنيّ أصدرته الحكومة البريطانيّة خلال الحرب العالمية الأولى لإعلان دعم تأسيس «وطن قوميّ للشعب اليهوديّ» في فلسطين، التي كانت منطقة عثمانية ذات أقليّة يهوديّة (حوالي 3-5% من إجماليّ السكان). ونصها (مترجماً إلى العربيّة):
ضُمِّنَ هذا الوعد ضمن رسالة بتاريخ 2 نوفمبر/تشرين الثاني عام 1917 مُوَجَّهَةٌ من وزير خارجيّة المملكة المتحدة آرثر بلفور إلى اللورد ليونيل دي روتشيلد أحد أبرز أوجه المجتمع اليهودي البريطاني، وذلك لنقلها إلى الاتحاد الصهيوني لبريطانيا العُظمى وإيرلندا. نُشر نص الوعد (أو الإعلان) في الصحافة في 9 نوفمبر/تشرين الثانيّ عام 1917.

وبعد إعلان المملكة المتحدة الحرب على الدولة العثمانية في نوفمبر 1914، بدأ مجلس وزراء الحرب البريطانيّ حالاً في النظر في مستقبل فلسطين. وبحلول آواخر 1917، قبيل إعلان بلفور، ووصولها في الحرب العالميّة الأولى إلى طريق مسدود، إذ لم تشارك حليفتا بريطانيا بالحرب بشكل كامل؛ فالولايات المتحدة لم تعاني من ضرر كبير بسبب الحرب، وكان الروس في خضمّ ثورة 1917. كُسرت حالة الجمود جنوب فلسطين بقيام معركة بئر السبع في 31 أكتوبر/تشرين الأول عام 1917.
يمكن إرجاع أول مفاوضات على مستوىً عالٍ بين البريطانيين والصهيونيِين إلى مؤتمرٍ أُجري في 7 فبراير من عام 1917، تضمَّن السير مارك سايكس والقيادة الصهيونية. قادت النقاشات التي تلت هذا المؤتمر إلى طلب بلفور في 19 يونيو من روتشيلد وحاييم وايزمان لتقديم مشروع إعلان عام. نُوقشت مشاريع واقتراحات أُخرى أبعد من قِبل مجلس وزراء بريطانيا خلال سبتمبر/أيلول وأكتوبر/تشرين الأول مع مُدخلات صهيونيّة ومُعادية للصهيونيّة، ورئيس بلدية يافا الدكتور يوسف هيكل من دون أي تمثيل للسكان المحليين لفلسطين. أُذن بالإفراج عن الإعلان النهائيّ بحلول 31 أكتوبر/تشرين الأول، وكان لمناقشات مجلس الوزراء هذه فوائد بإطلاق بروباغاندا بين أوساط اليهود حول العالم لنيّة الحلفاء في الحرب.
ومثلت الكلمات الأولى في نص الوعد، أول تعبير عام عن دعم قوة سياسية كبيرة للصهيونية. لم يكن لمصطلح «وطن قومي» (وَرد في نص الإعلان باللغة الإنجليزيّة national home) أي سابقة في القانون الدولي، وقد أُورد المصطلح غامضاً عمداً دون الإشارة إلى إقامة دولة يهودية في فلسطين. كما لم يتم تحديد حدود فلسطين المعنيّة، وقد أكَّدت الحكومة البريطانيّة أن عبارة «في فلسطين» تشير إلى أن الوطني القومي اليهودي المُشار إليه لم يُقصد أن يُغطي كلَّ فلسطين. أُضيف الجزء الثاني من الوعد لإرضاء المعارضين لهذه السياسة، ممن ادعَوا أن هذا الإعلان سيضر بوضع السكان المحليِّين لفلسطين وسيشجع معاداة السامية الموجهة ضد اليهود في جميع أنحاء العالم. دعا الإعلان إلى حماية الحقوق المدنيّة والدينيّة للعرب الفلسطينيِّين، والذين كانوا يشكلون الأغلبية العُظمى من السكان المحليِّين لفلسطين آنذاك. اعترفت الحكومة البريطانيّة عام 1939 أنه كان من المفترض أخذ آراء السكان المحليين بعين الاعتبار، واعترفت عام 2017 بأنه كان ينبغي أن يدعو الإعلان لحماية الحقوق السياسيّة للعرب الفلسطينيِّين في ردها على الحملة الدولية أطلقها مركز العودة الفلسطيني في لندن لمطالبة الحكومة البريطانية الاعتذار عن وعد بلفور.
كان لهذا الوعد آثار طويلة الأمد كثيرة. فقد زاد هذا الوعد من الدعم الشعبيّ للصهيونيّة في أوساط المجتمعات اليهوديّة في أنحاء العالم، وقاد إلى قيام فلسطين الانتدابية، وهو المصطلح الذي يشير حالياً إلى إسرائيل والأراضي الفلسطينية. ونتيجة لذلك، فقد تسبَّب هذا الوعد بقيام الصراع العربي الإسرائيلي، الذي يُشار إليه غالباً بأكثر صراعات العالم تعقيداً. ولا يزال الجدال فيما يخصّ الوعد قائماً في كثير من النواحي، مثلاً الجدال فيما إذا كان الوعد يتعارض مع الوعود السابقة التي قطعها البريطانيُّون لشريف مكة خلال مراسلات الحسين – مكماهون.

## خلفية

### الدعم البريطاني السابق

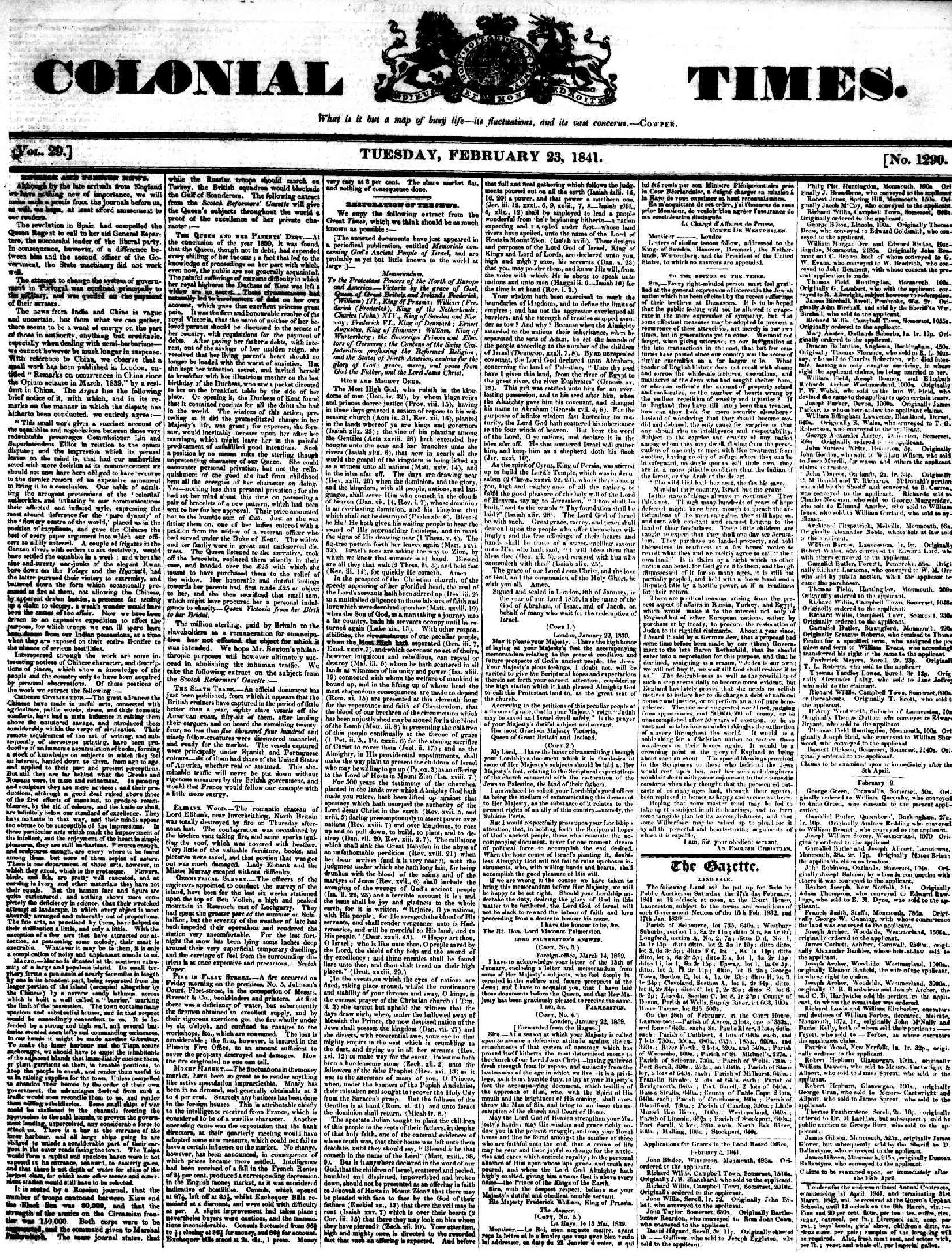
مقال بعنوان "مذكرة إلى ملوك البروتستانت في أوروبا لإعادة اليهود إلى فلسطين" كتبها اللورد شافتسبري، نُشرت عام 1841 في جريدة كولونيال تايمز

قام الدعم السياسي البريطانيّ للوجود اليهوديّ المتزايد في منطقة فلسطين على حسابات جيوسياسيّة. بدأ هذا الدعم في أربعينيات القرن التاسع عشر وقاده اللورد بالمرستون بعد احتلال الحاكم العثماني الانفصاليّ لمصر محمد علي، احتلاله لسوريا وفلسطين. بدأ النفوذ الفرنسي ينمو في فلسطين والشرق الأوسط عموماً كحامية للمجتمعات الكاثوليكية، كما بدأ النفوذ الروسي أيضاً بالنمو باعتبار روسيا حامية للأرثوذوكس الشرقيين في ذات المناطق. ترك هذا بريطانيا دون أي نفوذ في تلك المناطق،  لذا احتاجت بريطانيا أن تجد أو تخلق «من تحميه» في هذه المناطق. دعمت المشاعر المسيحية المتعاطفة مع «إعادة اليهود» إلى فلسطين بين أوساط النخبة السياسيّة البريطانيّة منتصف القرن التاسع عشر، هذه الاعتبارات السياسيّة البريطانيّة، وكان من أبرز الشخصيّات الداعمة لهذا الأمر اللورد شافتسبري. وقد شجَّعت وزارة الخارجيّة البريطانيّة هجرة اليهود بنشاط إلى فلسطين، ومثالها نصائح تشارلز هنري تشرشل [الإنجليزية] في 1841-1842 لموسى مونتيفيوري زعيم الجماعة اليهودية البريطانية. لم تنجح هذه الجهود الباكرة في زيادة الهجرة اليهوديّة؛ كان 24 ألف يهوديّ فقط يعيشون في فلسطين عشية ظهور الصهيونية داخل المجتماعات اليهوديّة في العالم في العقدين الأخيرين من القرن التاسع عشر. ومع التراجع الجيوسياسي الناجم عن اندلاع الحرب العالمية الأولى، أدَّت الحسابات القديمة، التي أُهملت لبعض الوقت، أدَّت إلى تجديد التقييمات الاستراتيجية وقيام مفاوضات سياسيّة على منطقتي الشرق الأوسط والشرق الأقصى.

### بدايات الصهيونية
نشأت الصهيونية آواخر القرن التاسع عشر كردَّة فعلٍ على الحركات القوميّة المعادية للسامية والإقصائيّة في أوروبا. ساعدت أيضاً القوميّة الرومانسيّة في شرق ووسط أوروبا على إطلاق الهاسكالا أو حركة «التنوير اليهوديّ»، مما خلق انقساماً في المجتمع اليهوديّ بين أولئك الذي رأوا اليهوديّة كدين لهم وأولئك الذين رأوها كعرقيتهم أو أمتهم. وقد شجَّعت برامج الإبادة اليهودية في روسيا القيصريّة تنامي الهويّة الأخيرة، مما أدى إلى تشكيل منظمة أحباء صهيون، ونشر ليون بينسكر لـكتابه «الانعتاق الذاتي» وأول موجة رئيسية للهجرة اليهوديّة إلى فلسطين، والتي سُميت بـ«عليا الأولى».

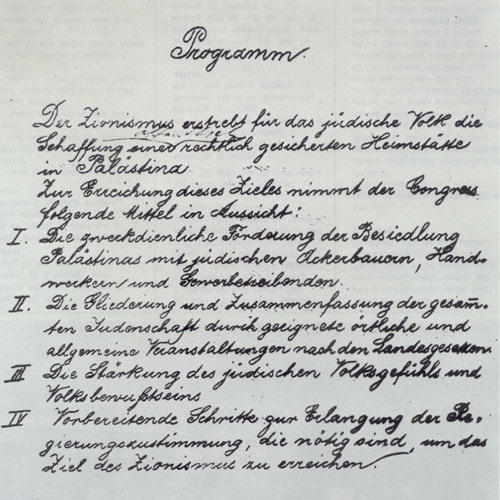
اِعتُمد "برنامج بازل" في المؤتمر الصهيونيّ الأول عام 1897. وينص السطر الأول على ما يلي: "تسعى الصهيونيّة لتأسيس "وطن للشعب اليهوديّ في فلسطين مضمون تحت القانون العام".

عام 1896، نشر تيودور هرتزل، وهو صحفيّ يهوديّ يعيش في الإمبراطورية النمساوية المجرية، نشر النص الأساسيّ للصهيونيّة السياسيّة بكتاب تحت عنوان الدولة اليهودية (بالألمانيّة: Der Judenstaat)، وقد أكَّد في هذا الكتاب على أن الحل الوحيد للمسألة اليهوديّة في أوروبا، بما فيها تنامي معاداة الساميّة هو تأسيس دولة لليهود. وبعد عام، أسَّس هرتزل المنظمة الصهيونية، التي دعت في أولى مؤتمراتها إلى تأسيس «وطن للشعب اليهوديّ في فلسطين تحت حماية القانون العام». تضمَّنت التدابير المقترة لتحقيق هذا الهدف، تعزيز الاستيطان اليهودي في فلسطين، وتنظيم اليهود في الشتات، وتعزيز الشعور والوعي اليهوديّ، والخطوات التحضيريّة للحصول على المنح الحكوميّة اللازمة. توفي هرتزل عام 1904 دون أن يحصل على أي مكانة سياسيّة مطلوبة لتنفيذ أجندته.

انتقل القائد الصهيونيّ حاييم وايزمان، وهو أحد رؤساء المنظمة الصهيونية العالمية، انتقل من سويسرا إلى المملكة المتحدة عام 1904 والتقى بآرثر بلفور، الذي أطلق حملته الانتخابيّة 1905-1906 بعد استقالته من منصب الوزير الأول في وقت سابق من العام ذاته، حيث التقيا في جلسة نظَّمها تشارلز دريفوس ممثل بلفور في الدوائر اليهوديّة. وفي وقت مُبكر من هذا العام، استطاع بلفور الدفع بقانون الأجانب إلى البرلمان، بالإضافة إلى خطابات عاطفيّة تتحدَّث عن ضرورة تقييد موجة هجرة اليهود الفارين من الإمبراطوريّة الروسيّة إلى بريطانيا. وقد تساءل بلفور خلال هذا اللقاء عن اعتراض وايزمان على خطة أوغندا لعام 1903 التي دعمها هرتزل لتوفير جزء من شرق أفريقيا البريطاني للشعب اليهوديّ كوطن. كان جوزيف تشامبرلين سكرتير الدولة للمستعمرات في حكومة بلفور قد اقترح هذا المخطط على هرتزل، وذلك بعد رحلته إلى شرق أفريقيا في وقت سابق من هذا العام،  تم التصويت على هذا المخطط بعد وفاة هرتزل في المؤتمر الصهيونيّ السابع عام 1905 بعد عامين من النقاش الدائر في المنظمة الصهيونيّة. ردَّ وايزمان أنه يعتقد بأن الإنجليزيّة تنتمي للندن كما ينتمي اليهود إلى القدس.
وقد التقى وايزمان والبارون إدموند روتشيلد، وهو عضو في الفرع الفرنسيّ لعائلة روتشيلد وداعم رئيسي للحركة الصهيونية، التقيا للمرة الأولى في يناير/كانون الثاني 1914، ليتحدثا عن مشروع بناء جامعة في القدس. لم يكن البارون روتشيلد جزءاً من المنظمة الصهيونيّة العالميّة، ولكنه أسَّس المستعمرات الزراعية اليهودية للعليا الأولى وقام بنقلهم إلى الرابطة الاستعمارية اليهودية عام 1899. آتى هذا الاتصال أُكله في وقت لاحق من هذا العام، عندما طلب ابن البارون وهو جايمس دي روتشيلد، طلب لقاء وايزمان في 25 نوفمبر 1914، لكي يتطوَّع في التأثير على بعض من يعتبرون مقبولين في الحكومة البريطانية لأجندتهم لإقامة «دولة يهوديّة» في فلسطين. ومن خلال دوروثي زوجة جايمس، التقى وايزمان بروتزيسكا روتشيلد التي قدَّمته إلى الفرع الإنجليزيّ للعائلة، وتحديداً زوجها تشارلز وأخوه الأكبر منه والتر وهو عالم حيوان وعضو مؤسس في البرلمان. كان لوالدهما ناثان روتشيلد البارون الأول في العائلة ورئيس الفرع الإنجليزيّ من العائلة، كان له موقف متريّث من الصهيونيّة، ولكنه مات في مارس/آذار من عام 1915 وورث ابنه والتر اللقب عنه. 

وقبيل إعلان وعد بلفور، كان حوالي 8.000 من أصل 300.000 يهودي بريطاني ينتمون إلى المنظمة الصهيونيّة. وعلى المستوى العالمي، بحلول 1913، وهو آخر تاريخ معروف قبيل الإعلان، كان نسبة من ينتمون إلى الصهيونية تُعادل 1% من اليهود.

### فلسطين العثمانية
بحلول عام 1916، كانت فلسطين قد أمضت أربعة قرون تحت الحكم العثماني. ولمعظم هذه الفترة، مثَّل اليهود أقليّة صغيرة، تبلغ حوالي 3% من مجموع السكّان، بينما مثَّل المسلمون أكبر شريحة اجتماعيّة من السكان، يأتي بعدهم المسيحيون في المرتبة الثانية.

بدأ العثمانيون بالتضييق على الهجرة اليهودية في آواخر 1882، كردة فعل على موجة «عليا الأولى» التي بدأت في وقت باكر من العام ذاته. وعلى الرغم من أن هذه الموجة من الهجرة قد خلقت توتُّراً مع السكان المحليين، خاصة في أوساط التجّار والطبقات البارزة في المجتمع، فقد أعطى الباب العالي (الحكومة العثمانية المركزية) اليهود الحقوق ذاتها التي يمتلكها العرب في شراء الأراضي في فلسطين، وبحلول 1914 ارتفعت نسبة السكّان اليهود إلى 7% تقريباً. في الوقت ذاته ومع تزايد عدم ثقة العرب بتركيا الفتاة- القوميّون الأتراك الذين تولَّوا حكم الإمبراطوريّة العثمانية في 1908- ومع بدء موجة هجرة عليا الثانية، تصاعدت القوميّة العربيّة ومعاداة الصهيونيّة في فلسطين. لا يعلم المؤرخون ما إذا كانت هذه الحشود وتعزُّز هذه الأفكار ستؤدي إلى الصراع العربي الإسرائيلي ذاته فيما لو لم يعد بلفور اليهود بإقامة وطن في فلسطين.

### الحرب العالمية الأولى

#### 1914-1916: مناقشات الصهيونيّة-الحكوميّة البريطانيّة الأولى
في يوليو 1914 اندلعت الحرب في أوروبا بين الوفاق الثلاثي (بريطانيا وفرنسا والإمبراطورية الروسية) ودول المركز (الإمبراطورية الألمانية والإمبرطورية النمساوية المجرية، انضمت إليهما الإمبراطوريّة العثمانيّة في آواخر هذا العام).

ناقشت الحكومة البريطانية لأول مرة الصهيونيّة في لقاء وقع في 9 نوفمبر/تشرين الثاني 1914، بعد أربع أيام من إعلان بريطانيا للحرب على الإمبراطوريّة العثمانيّة، التي كانت تدير أرض فلسطين تحت اسم متصرفية القدس. أشار ديفيد لويد جورج مستشار الخزانة آنذاك، خلال اللقاء إلى «مصير فلسطين النهائيّ». وكان شركة المستشار «لويد جورج وشركاؤوه» قد انخرطت قبل عقد من الزمن بالاتحاد الصهيونيّ لبريطانيا العُظمى وإيرلندا للعمل على مخطط أوغندا،  وسيصبح هذا المستشار فيما بعد رئيساً للوزراء في وقت إعلان وعد بلفور، ويُعتبر المسؤول عن الإعلان.

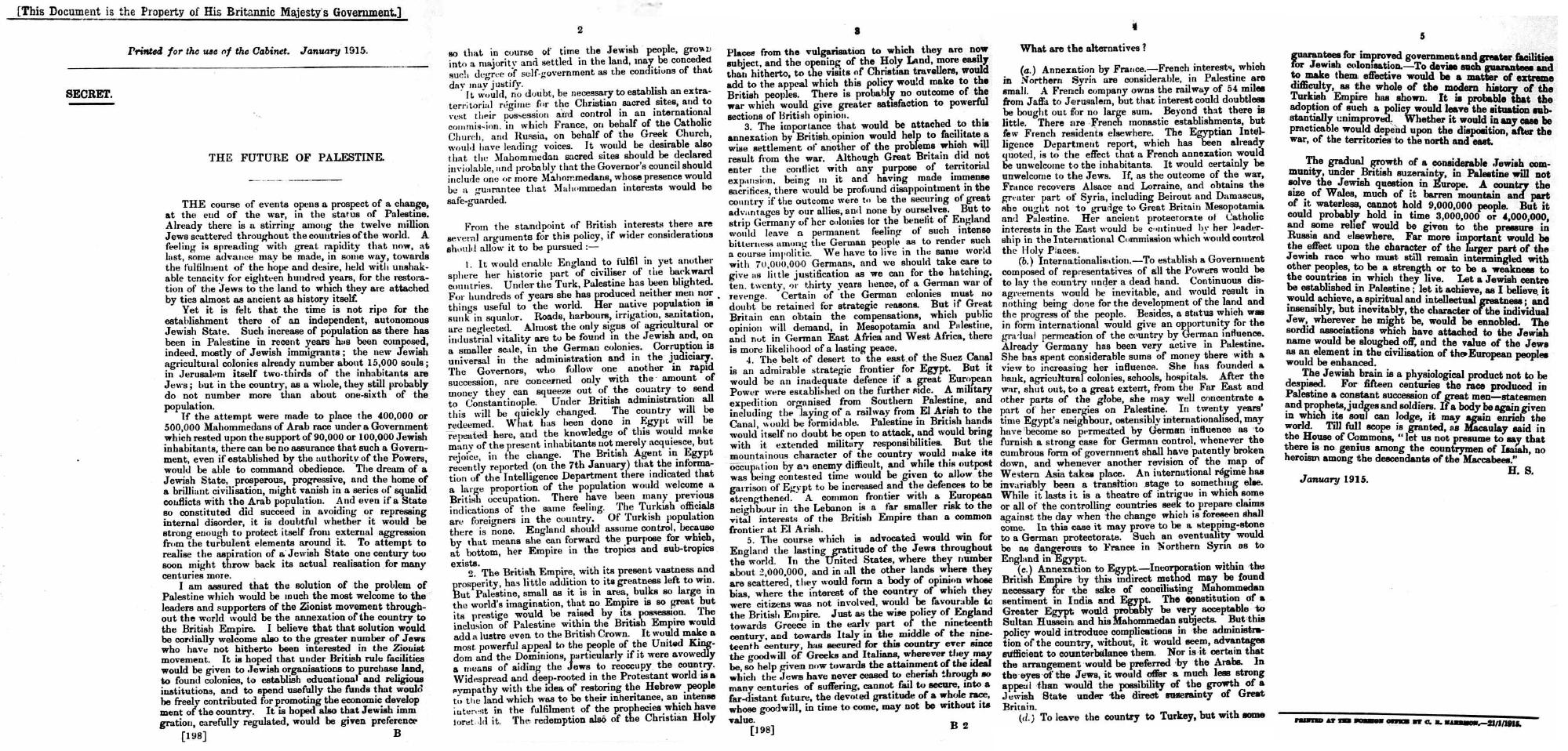
مذكرة مجلس الوزراء في عهد هربرت صموئيل، تحت عنوان مستقبل فلسطين The Future of Palestine نُشرت في أوراق مجلس الوزراء البريطانيّ في حوالي 15 يناير/كانون الثاني 1915

وقد انتعشت جهود وايزمان السياسيّة،  وفي 10 ديسمبر/كانون الأول 1914 التقى مع هربرت صموئيل، عضو مجلس الوزراء البريطانيّ وعالم يهوديّ درس الصهيونيّة؛ وقد اعتقد صموئيل أن مطالب وايزمان متواضعة جداً. وبعد يومين، التقى وايزمان بلفور مجدداً، لأول مرة منذ لقائهم الأول عام 1905، كان بلفور قد خرج من الحكومة منذ هزيمته الانتخابيّة عام 1906، ولكنه ظل عضواً بارزاً في حزب المحافظين باعتبارهم المعارضة الرسميّة.

بعد شهر، نشر صموئيل مذكرة بعنوان (بالإنجليزية: The Future of Palestine) (العربيّة: مستقبل فلسطين) لزملائه في مجلس الوزراء. وقد جاء في المذكرة: «إنني أؤكِّدُ أن حل مشكلة فلسطين الذي سيلقى أكبر ترحيب بين قادة الحركة الصهيونيّة وداعميهم هو ضم البلاد إلى الإمبراطورية البريطانية». ناقش صموئيل نسخةً من مذكرته مع ناثان روتشيلد في فبراير 1915، قبل شهر من وفاة الأخير. كانت هذه أول مرة يُقترح فيها دعم اليهود كإجراء حربيّ في سجلّ رسميّ.

تبع هذا العديد من المناقشات، بما في ذلك اللقاءات الأوليّة عامي 1915 و1916 بين لويد جورج الذي عُيِّن وزيراً للخارجيّة في مايو/أيَّار 1915، ووايزمان الذي عُيِّن مستشاراً علميّاً للوزارة في سبتمبر/أيلول 1915. وصف جورج لويد في مذكّراته بعد سبع عشر عاماً هذه اللقاءات بأنها "منبع وأصل" الإعلان، إلا أن عدداً من المؤرخين رفضوا هذا الإدّعاء.

#### 1915-1916: التعهدات البريطانية السابقة لوعد بلفور بخصوص فلسطين
في آواخر عام 1915، تبادل المندوب السامي البريطانيّ في مصر هينري مكماهون عشر رسائل مع حسين بن علي شريف مكة، وعد مكماهون حسين خلال هذه الرسائل بالاعتراف بالاستقلال العربيّ «ضمن الحدود المقترحة من قبل شريف مكة» في مقابل إطلاق حسين ثورةً ضد الدولة العثمانيّة. استُثني من هذا التعهُّد «أجزاء سوريا» الممتدة غرب «مناطق دمشق وحمص وحماة وحلب». وقد بقي هذا الاستثناء للساحل السوريّ محل نزاع حامٍ لعدة عقود تلت هذه المراسلات باعتبار أن فلسطين تقع جنوب غرب دمشق وبسبب عدم ذكرها بشكل واضح.
أطلق شريف مكة حسين بن عليّ الثورة العربيّة في الخامس من يونيو/حزيران عام 1916، على أساس اتفاق مقايضة خلال المراسلات التي جرت بينهما. وعلى الرغم مما سبق، فقد أبرمت حكومات المملكة المتحدة وفرنسا وروسيا خلال أقل من ثلاثة أسابيع اتفاقيَّةً سريّة دُعيت باتفاقية سايكس بيكو، وصفها بلفور فيما بعد بأنها «طريقة جديدة تماماً» لتقسيم المنطقة بعد اتفاقية 1915 التي «بدت منسيَّةً».
فاوض خلال هذه الاتفاقيّة الأنجلو-فرنسيّة آواخر عام 1915 وأوائل 1916 السير مارك سايكس عن بريطانيا وفرانسوا جورج بيكو عن فرنسا، مع وضع ترتيبات أوليّة في مذكرة مشتركة في 5 يناير/كانون الثاني عام 1916. كان سايكس نائباً محافظاً بريطانياً ترقَّى في المناصب حتى وصل إلى موقع ذو تأثير هام في سياسة بريطانيا فيما يتعلّق بالشرق الأوسط، بدءاً من مقعده في لجنة دي بونسن عام 1915 ومبادرته لإنشاء المكتب العربي. بينما كان بيكو ديبلوماسيَّاً وقنصلاً عاماً سابقاً في بيروت. حددت هذه الاتفاقيّة مجالات النفوذ والسيطرة غرب آسيا في حال نجاح التحالف الثلاثي في هزيمة الدولة العثمانية خلال الحرب العالمية الأولى،  حيث قاموا بتقسيم الأراضي العربية إلى مناطق إدارة فرنسيّة وبريطانيّة. في فلسطين، تم الاتفاق على إقامة إدارة دوليّة،  مع التأكيد على تشكيل الإدارة بعد التشاور مع حسين وروسيا،  وقد أشارت الاتفاقيّة إلى مصالح المسلمين والمسيحيِّين وأن «لأعضاء المجتمع اليهوديّ في جميع أنحاء العالم اهتمام ضميريّ وعاطفيّ بمستقبل البلاد.»
وحتى قبيل هذه المرحلة لم تجرِ أي مُفاوضات نشطة مع الصهاينة، ولكن سايكس كان مدركاً للصهيونيّة وكان على اتصال مع موسى جاستر- وهو رئيس الاتحاد الصهيونيّ الإنجليزيّ السابق- ومن الممكن أن يكون قد اطَّلع على مذكرة صموئيل. وبرأي سايكس فإن هذا الاتفاق الذي حمل اسمه قد عفا عليه الزمان حتى قبل أن يُوقَّع في مارس/آذار 1916، فقد كتب سايكس في رسالة خاصة: «برأيي الصهاينة الآن هم مفتاح الوضع».
يُنظر إلى هذه المبادرات في أيام الحرب، بما في ذلك وعد بلفور، من قبل المؤرخين معاً بسبب إمكانيّة عدم توافق هذه المبادرات فيما بينها (سواء كان عدم التوافق حقيقياً أم مُتخيَّلاً) ولاسيّما فيما يتعلَّق بحسم قضيّة فلسطين. يقول البروفيسور ألبرت حوراني مؤسس مركز الشرق الأوسط في كلية القديس أنطوني التابعة لجامعة أوكسفورد: «الجدال حول تفسير هذه الاتفاقيّات أمر من المستحيل أن ينتهي، لأنه كان من المقصود أن تحمل أكثر من تأويل.»

#### 1916-1917: التغيرات في الحكومة البريطانية
فيما يتعلَّق بالسياسة البريطانيّة، جاء إعلان بلفور نتيجة وصول لويد جورج وحكومته التي حلّت محل حكومة هربرت أسكويث في ديسمبر 1916. وعلى الرغم من كون كلا رئيسي الوزراء ليبراليين (من الحزب الليبرالي) وكون حكومتيهما حكومتين ائتلافيَّتين في زمن حرب فإن لويد جورج وبلفور الذي عُيِّن وزيراً للخارجيّة فضَّلا تقسيم الإمبراطوريّة العثمانيّة بعد الحرب باعتباره هدفاً رئيسياً لبريطانيا من الحرب، بينما فضَّل أسكويث ووزير خارجيّته إدوارد جراي إعادة تشكيلها.

وبعد يومين من تسلّم منصبه أخبر لويد جورج الجنرال روبرتسون رئيس هيئة الأركان العامة الإمبراطوريّة أنه يريد انتصاراً كبيراً، ويُفضَّل أن يستولي على مدينة القدس بغرض إثارة إعجاب الرأي العام البريطانيّ،  واستشار لويد جورج حالاً حكومة الحرب حول «حملة أُخرى على فلسطين بعد تأمين العريش.» وقد أدَّت ضغوط لويد جورج على الرغم من تحفُّظات روبرتسون، أدَّت إلى إعادة السيطرة على سيناء وضمها إلى مناطق سيطرتها في مصر، وبسيطرة البريطانيين على العريش في ديسمبر/كانون الأول 1916 ورفح في يناير/كانون الثاني 1917وصلت القوات البريطانيّة إلى الحدود الجنوبيّة للدولة العثمانيّة. ومن ثُمَّ فشلت محاولتان للسيطرة على غزَّة بين 26 مارس/آذار و19 أبريل/نيسان، حلَّ الركود لمدة ستة أشهر جنوب فلسطين؛ ولم تحقق حملة سيناء وفلسطين أي تقدّم في فلسطين حتى 31 أكتوبر 1917.

#### 1917: المفاوضات الرسمية البريطانية-الصهيونية
بعد التغيُّر الحكومي البريطاني، كُلِّفَ مارك سايكس من قبل حكومة الحرب بمسؤولية شؤون الشرق الأوسط. في يناير/كانون الثاني من عام 1917، وعلى الرغم من أن مارك سايكس كان قد أسَّس علاقةً مع موسى جاستر سابقاً، إلا أنه بدأ بالبحث عن قادة صهاينة آخرين للقائهم؛ وبحلول نهاية الشهر كان سايكس قد تعرَّف على وايزمان وزميله ناحوم سوكولوف الصحفيّ والمدير التنفيذي للمنظمة الصهيونية العالمية بعد أن انتقل إلى بريطانيا بداية الحرب.

في 7 فبراير/شباط من عام 1917 دخل سايكس مُدعياً صفته الشخصيّة في مناقشات موضوعيّة مع القيادة الصهيونيّة.
نُوقشت المراسلات البريطانيّة السابقة مع «العرب» خلال هذا الاجتماع. وقد سجّل سوكولوف ملاحظات عن وصف مارك سايكس بأن «العرب قد اعتبروا أنه ينبغي أن تكون اللغة هي المقياس [الذي تتحدد بموجبه أحقيّة السيطرة على فلسطين] و[بهذا المقياس] طالبوا بكل سوريا وفلسطين. لايزال من الممكن إدارة العرب، خاصةً إذا كانوا قد تلقَّوا الدعم اليهوديّ في قضايا أخرى.» وحتى هذه المرحلة لم يكن الصهاينة علم باتفاقيّة سايكس بيكو، على الرغم من شكوكهم في الأمر. كانت أحد أهداف سايكس حشد الصهيونيّة لقضية سيادة البريطانيين على فلسطين، ليكون لديهم حجج تقدمها بريطانيا لفرنسا في هذا الأمر.

#### أواخر 1917: مستجدات الحرب العالمية الأولى
خلال هذه الفترة، أدَّت مناقشات حكومة الحرب البريطانيّة إلى إعلان الوعد، حيث كانت الحرب قد وصلت إلى حالةٍ من الجمود. فعلى الجبهة الغربية تحوَّلت الحرب لصالح قوى المحور ربيع 1918، قبل حسم الأمور لصالح الحلفاء في يوليو 1918 وما تلاه. وعلى الرغم من إعلان الولايات المتحدة الأمريكية الحرب على ألمانيا في ربيع عام 1917، لم تتكبد الولايات المتحدة الأمريكيّة أي ضحايا حتى 2 نوفمبر 1917، حيث كان الرئيس الأمريكي وودرو ويلسون لايزال يأمل في تجنُّب إرسال قوات كبيرة إلى الحرب. ومن المعروف أن القوَّات الروسيّة عانت من تشتُّتٍ بسبب الثورة الروسية والدعم المتزايد للبلاشفة، ورغم هذا بقيت حكومة ألكسندر كيرينسكي المؤقتة خلال الحرب. انسحبت روسيا فيما بعد من الحرب بعد المرحلة الأخيرة من الثورة في 7 نوفمبر/تشرين الثاني 1917.

## الموافقة على إصدار الوعد

### أبريل إلى يونيو: نقاشات الحلفاء
التقى بلفور وايزمان في وزارة الخارجيّة يوم 22 مارس/آذار 1917، وبعد يومين وصف وايزمان اللقاء بأنه «أول محادثة عمل حقيقيّة لي [أي وايزمان] معه [أي بلفور]». شرح وايزمان خلال اللقاء أن الصهاينة يُفضِّلُون فرض الحماية البريطانيّة على فلسطين بدلاً من الترتيبات الإدارية الأمريكية أو الفرنسيّة أو الدوليّة؛ وقد وافق بلفور، ولكنَّه حذّر من «وجود صعوبات مع فرنسا وإيطاليا».
تحدَّد الوضع الفرنسيّ فيما يتعلّق بفلسطين ومنطقة سوريا خلال الفترة التي سبقت إعلان وعد بلفور من خلال اتفاقية سايكس بيكو، وتعقَّد الموقف بدءاً من 23 نوفمبر من خلال معرفة فرنسا بوجود مناقشات بريطانيّة مع شريف مكّة.
قبيل عام 1917، قاد البريطانيُّون القتال على الحدود الجنوبيّة للدولة العثمانيّة وحدهم نظراً لوجودهم في مستعمرة مصر المُجاورة لهذه المنطقة فيما كان الفرنسيّون مشغولين في القتال على الجبهة الغربيّة في أراضي فرنسا. كما لم تشمل مُشاركة إيطاليا إلى جانب بريطانيا وفرنسا في الحرب، والتي بدأت بعد معاهدة لندن في أبريل/نيسان 1915، لم تشمل هذه المشاركة أي انخراط في القتال في منطقة الشرق الأوسط حتى أبريل/نيسان 1917 وفق اتفاقية سانت جان دي مورين، ففي هذا المؤتمر، أثار لويد جورج قضية فرض الحماية البريطانيّة على فلسطين وقد تلقَّف [الفرنسيّون والإيطاليّون الفكرة] ببرودٍ شديد". وفي مايو/أيَّار ويونيو/حزيران من عام 1917 أرسل الفرنسيّون والإيطاليّون مفارز لدعم البريطانيّين أثناء قيامهم بالتحضير لهجوم جديد على فلسطين.
في أوائل أبريل/نيسان عُيِّنَ سايكس وبيكو كمفاوِضَين رئيسيَّين مرَّةً أُخرى عن بريطانيا وفرنسا على الترتيب، هذه المرة في مهمة لمدة شهر في الشرق الأوسط لإجراء مناقشات مع شريف مكة والقادة العرب الآخرين. وفي 3 أبريل 1917، التقى سايكس بلويد جورج وكورزون وهانكي لتلقّي إرشاداته في هذا الصدد، وكانت إبقاء الفرنسيِّين جانباً في ظل "عدم المساس بالحركة الصهيونية" وإمكانيّة تطويرها تحت الإشراف البريطانيّ، [عدم] الدخول في أتي تعهّدات للعرب، ولاسيّما فيما يتعلَّق بفلسطين." وقبل السفر إلى الشرق الأوسط، قام بيكو عبر سايكس بدعوة ناحوم سوكولوف إلى باريس لتوعية الحكومة الفرنسية فيما يتعلّق بالحركة الصهيونيّة. وقد قام سايكس بتهيئة الطريق من خلال مراسلات مع بيكو،  ووصل سايكس بعد عدة أيام من وصول سوكولوف، وفي غضون هذه الأيام، التقى سوكولوف ببيكو ومسؤولين فرنسيِّين آخرين، وأقنع وزارة الخارجيّة الفرنسيّة بقبول دراسة بيان أهداف الصهيونيّة "فيما يتعلَّق بتسهيلات الاستعمار والاستقلال الذاتي الجماعيّ وحقوق اللغة وتأسيس شركة يهوديّة مُرخَّصَة". توجَّه فيما بعد سايكس إلى إيطاليا مباشرةً وعقد اجتماعات مع السفير البريطاني وممثل الفاتيكان البريطانيّ لتمهيد الطريق أمام سوكولوف هناك.

حظي سوكولوف بفرصة للقاء البابا بندكتوس الخامس عشر في 6 مايو/أيَّار 1917.

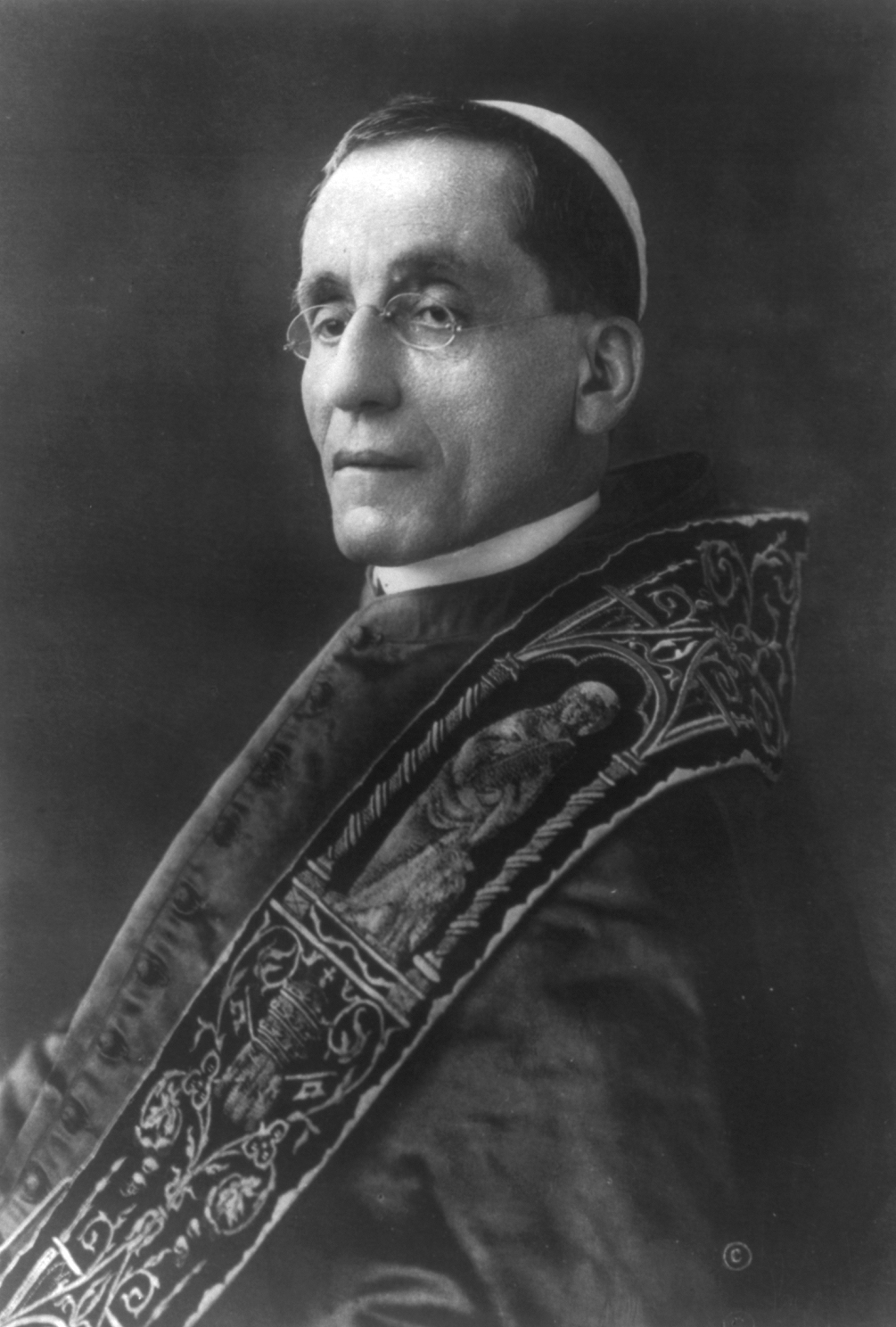
البابا بندكت الخامس عشر بابا الفاتيكان

 وقد تضمَّنت ملاحظات سوكولوف عن اللقاء-وهو اللقاء الوحيد المعروف المحفوظ عند المؤرخين- تعبير البابا لتعاطفه ودعمه للمشروع الصهيونيّ.
في 21 مايو/أيار 1917، قدَّم أنجيلو سيريني رئيس لجنة الجاليات اليهوديّة،  سوكولوف إلى سيدني سونينو وزير الشؤون الخارجيّة الإيطاليّ. كما استقبله باولو بوسيلي رئيس الوزراء الإيطاليّ. نسَّق سونينو للسكرتير العام للوزارة كي يرسل رسالة مفادها أنه على الرغم من أنه لم يتمكّن من التعبير عن نفسه فيما يتعلّق بمزايا هذا البرنامج الذي يهمّ جميع الحلفاء، فإنه «عمومًا» فإنه لم يكن مُعارضاً للادعاءات المشروعة لليهود. وفي رحلة العودة، التقى سوكولوف القادة الفرنسيِّين مرَّة أُخرى وحصل على رسالة مؤرخة في 4 يونيو/حزيران 1917، تُعطي تأكيدات على تعاطف تجاه القضية الصهيونيّة من قبل جون كامبون رئيس القسم السياسيّ في وزارة الخارجيّة الفرنسيّة. لم تُنشر هذه الرسالة، ولكنها أُودِعَت في وزارة الخارجيّة البريطانيّة.
بعد دخول الولايات المتحدة الأمريكية الحرب في 6 أبريل/نيسان، قاد وزير الخارجيّة البريطانيّة لـ«بعثة بلفور» إلى واشنطن ونيويورك حيث أمضى شهراً بين منتصف أبريل/نيسان ومنتصف مايو/حزيران. وخلال هذه الرحلة قضى وقتاً طويلاً في مناقشة الصهيونيّة مع لويس برانديز وصهيونيّ بارز وحليف مُقرَّب من ويلسون الذي عيَّن عضواً في المحكمة العليا قبل عام.

### يونيو إلى يوليو: قرار تحضير إعلان الوعد

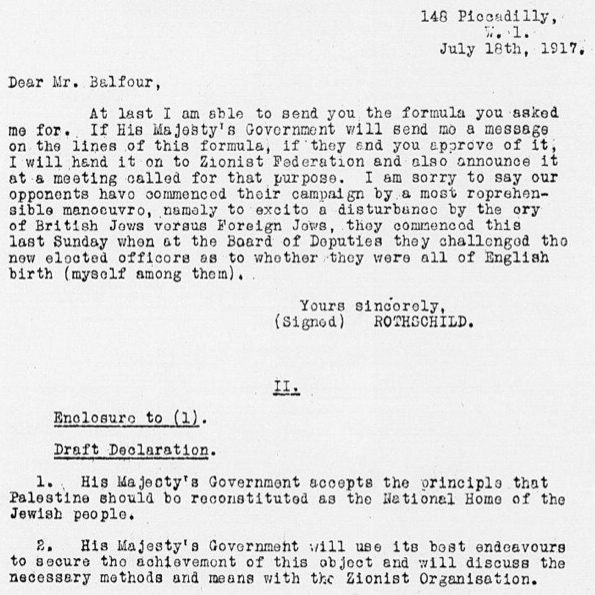
نسخة عن مسودة مقترحة من اللورد روتشيلد الأولى للوعد، مؤرَّخة بتاريخ 18 يوليو/تموز 1917.

بحلول يوم 13 يونيو/حزيران 1917، اعترف رونالد جراهام رئيس قسم شؤون الشرق الأوسط في وزارة الخارجيّة بأن السياسيِّين الثلاثة الأكثر بروزاً وهم رئيس الوزراء ووزير الخارجيّة ووكيل وزارة الدولة للشؤون الخارجيّة البرلمانيّ اللورد روبرت سيسل كانوا جميعاً مؤيدين لدعم بريطانيا للحركة الصهيونيّة؛ وفي اليوم نفسه، كتب وايزمان لجراهام للدفاع عن الإعلان على الملأ.

بعد ستة أيام، في لقاء عُقد في 19 يونيو، طلب بلفور من اللورد روتشيلد ووايزمان تقديم صيغة للإعلان. وخلال الأسابيع اللاحقة، أعدَّت لجنة المفاوضات الصهيونية مسوَّدة تحتوي على 143 كلمة، ولكنها اعتبرها سايكس وجراهام وروتشيلد شديدة التحديد في بعض المجالات الحسَّاسة. وبشكل منفصل، أُعدت وزارة الخارجيّة مسودة مختلفة، وصفها هارولد نيكلسون عام 1961 وهو أحد من اشترك في إعدادها، وصفها بأنها اقتراح «ملاذ لضحايا الاضطهاد من اليهود». وقد لقيت هذه المسودة مُعارضة قويّة من الصهاينة، وأُهملت في نهاية المطاف؛ كما لم يُعثر على أي نسخة من المسودة في أرشيفات وزارة الخارجيّة.

بعد إجراء مناقشات أوسع، أُعدَّت مسودة أخرى تمت مراجعتها وكانت أقصر بكثير من سابقاتها بطول 46 كلمة فقط، أرسلها اللورد روتشيلد إلى بلفور يوم 18 يوليو/تموز. تلقَّت وزارة الخارجيّة هذه المسودة، وعُرضت فيما بعد على مجلس الوزراء للنظر فيها بشكل رسميّ.

### سبتمبر إلى أكتوبر: القبول الأمريكي وموافقة حكومة الحرب في بريطانيا

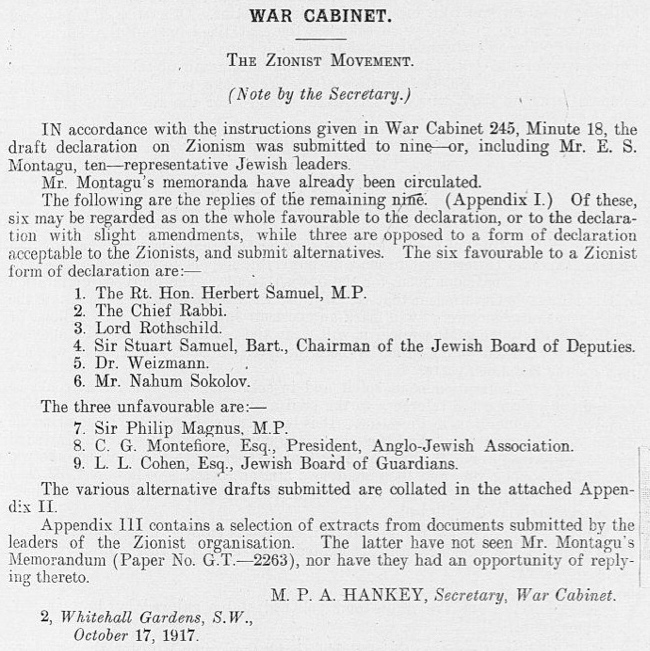
جزء من مناقشات حكومة الحرب، تم النظر بآراء عشرة قادة يهود "ممثلين". ضمّ المؤيدون أربعة أفراد من فريق التفاوض الصهيونيّ (روتشيلد ووايزمان وسوكولوف وصموئيل) وستيوارت صموئيل (الأخ الأكبر لهربرت صموئيل) والحاخام الأكبر جوزيف هرتز. فيما ضمّ فريق المعارضين إدوين صاموئيل مونتاجو وفيليب ماجنوس وكلاود مونتيفوري وليونيل كوهين.

اتُخذ قرار إعلان الوعد من قبل حكومة الحرب البريطانيّة في 31 أكتوبر 1917، وقد جاء هذا القرار بعد مناقشة امتدت لأربعة لقاءات حكوميّة (بما فيها لقاء 31 أكتوبر 1917)، وعُقدت هذه اللقاءات الأربعة على مدى شهرين. وقد قام سكرتير حكومة الحرب البريطانيّة موريس هانكي وبدعم من الأمناء المساعدين-في المقام الأول سايكس وزميله عضو البرلمان عن المحافظين والمؤيد للصهيونية ليو أمري- قام بعرض وجهات نظر خارجيّة أمام مجلس الوزراء. تضمنت وجهات النظر المعروضة آراء وزراء في الحكومة وحلفاء حرب-و لاسيّما الرئيس الأمريكيّ وودرو ويلسون- وفي أكتوبر قدَّم ستة قادة صهاينة وأربعة من اليهود غير الصهاينة عروضاً رسميّة أمام مجلس الوزراء.

طلب مسؤولون بريطانيّون من الرئيس الأمريكيّ ويلسون موافقته على هذه المسألة في مناسبتين-الأولى في 3 سبتمبر/أيلول، وردّ حينها بأن الوقت لم يحن بعد، ومرَّةَ أُخرى في 6 أكتوبر/تشرين الأول وعندها وافق على إصدار الإعلان.

ما يلي مقتطفات من محاضر اجتماعات مجلس الوزراء الأربعة، وهي تُقدِّم وصفاً للعوامل الأساسيّة التي أخذها الوزراء بعين الاعتبار أثناء هذه الاجتماعات:
- 3 سبتمبر/أيلول: «بالإشارة إلى اقتراح إرجاء القضيّة، أشار [بلفور] إلى أن وزارة الخارجيّة كانت تحت ضغط شديد فيما يتعلّق بهذا الأم ولمدة طويلة. كان هناك منظمة قويّة ومُتحمِّسَةٌ للغاية، وعلى الأخص في الولايات المتحدة التي كانت متحمسة للغاية في هذه المسألة، وكان باعتقاده أنه سيكون هناك مساعدات كبير للحلفاء حتى يتحلَّوا بحماسة وجديّة هؤلاء الناس المتطوعين إلى جانبنا. كان عدم القيام بأي شيء مخاطرة بحدوث خرقٍ مع هؤلاء، وكان من الضروريّ أن نواجه هذا الوضع.»[133]
- 4 أكتوبر 1917: «...قال [بلفور] أن الحكومة الألمانية بذلت جهوداً لإظهار التعاطف مع الحركة الصهيونيّة. وعلى الرغم من معارضة عدد من الأثرياء اليهود في هذه البلاد لهذه الحركة، فقد حصدت دعم أغلبيّة اليهود، في معظم الأحداث في روسيا وأمريكا، وربما في بلدان أُخرى... قرأ السيد بلفور فيما بعد إعلاناً شديد التعاطف من الحكومة الفرنسية نُقل إلى الصهاينة، وقد قال أنه علم أن الرئيس ويلسون موافقاً بشدة لهذه الحركة.»[134]
- 25 أكتوبر 1917: «... ذكر السكرتير أنه كان هناك ضغوط من وزارة الخارجيّة لتقديم مسألة الصهيونيّة، وكان يُنظر إلى التسوية الباكرة بأهميّة كبيرة.»[135]

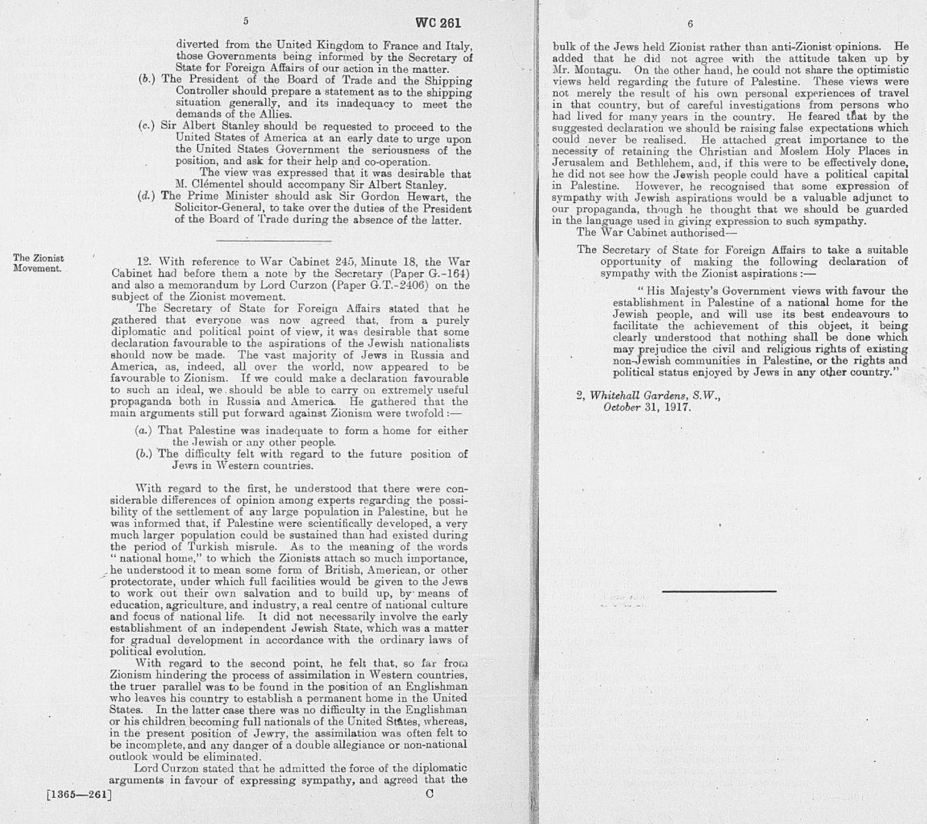
محضر حكومة الحرب في بريطانيا للموافقة على إصدار وعد بلفور في 31 أكتوبر 1917

- 31 أكتوبر 1917: «قال [بلفور] أنه فهم أن الجميع موافقون الآن، على أنه من وجهة نظر دبلوماسية وسياسيّة صرفة، كان من المرغوب أن يكون هناك إعلان مؤيد لتطلُّعات القوميّين اليهود. يبدو أن الغالبيّة العُظمى من يهود روسيا وأمريكا، كما في الواقع في جميع أنحاء العالم، موافقون للحركة الصهيونيّة. فإذا ما قمنا بصياغة إعلان مؤيد لمثل هذا التصوُّر، فيجب أن نكون قادرين على القيام بدعاية بروباغاندا مفيدة إلى أقصى حد في كلٍّ من روسيا وأمريكا.»[136]

## صياغة الوعد
سمح رفع الحظر عن أرشيف الحكومة البريطانيّة للعلماء بتجميع الصيغ المختلفة المقترحة للإعلان. فقد نشر ليونارد ستاين في كتابه الصادر عام 1961 أربع صياغات سابقة للإعلان.

يعود تاريخ التبدُّلات التي طرأت على صياغة الوعد إلى إرشاد حاييم وايزمان لفريق الصياغة الصهيونيّ إلى بعض الأهداف في رسالة مُورَّخَةٍ بتاريخ 20 يونيو/حزيران عام 1917، بعد يوم واحد من لقاء وايزمان بروتشيلد وبلفور. حيث اقترح وايزمان أن ينصّ وعد الحكومة البريطانيّة على: «اقتناعها أو رغبتها أو نيَّتها دعم الأهداف الصهيونيّة لإنشاء وطن قوميّ يهوديّ في فلسطين؛ لا يجب الإشارة إلى القوّة المهيمنة لأن هذا سيخلق صعوبات للبريطانيّين مع الفرنسيِّين؛ يجب أن يكون إعلاناً صهيونيَّاً.»

و بعد شهر من تسلُّم مسودة 12 يوليو/تموّز من روتشيلد، وهي المسودة ذات الصياغة منخفضة السقف، اقترح بلفور عدداً من التعديلات التقنيّة بشكل رئيسيّ. فيما شملت المسودتان التاليتان تعديلات جوهريّة أكثر بكثير: فقد خفَّضت الأولى والتي ظهرت آواخر أغسطس/آب على يد اللورد ميلنر، أحد الوزراء الخمسة لحكومة لويد جروج الذين لا يحملون حقيبةَ الطموح الصهيونيّ في إقامة «الوطن القومي» على كامل فلسطين إلى «في فلسطين»، أما التعديل الجوهريّ الثاني فقد كان في أوائل أكتوبر/تشرين الأول حيث أضاف مينلر وأمري ما أسموه «بنود حماية».
| قائمة بالصيغ/المسودات المعروفة لوعد بلفور، تُظهر التغيرات بين الصيغ/المسودات المختلفة | قائمة بالصيغ/المسودات المعروفة لوعد بلفور، تُظهر التغيرات بين الصيغ/المسودات المختلفة | قائمة بالصيغ/المسودات المعروفة لوعد بلفور، تُظهر التغيرات بين الصيغ/المسودات المختلفة | قائمة بالصيغ/المسودات المعروفة لوعد بلفور، تُظهر التغيرات بين الصيغ/المسودات المختلفة |
| الصيغة/المسودة                                                                       | نص المسودة/الصيغة (بالإنجليزية) | ترجمة النص (بالعربية) | التغيرات |
| ------------------------------------------------------------------------------------ | --- | --- | --- |
| الصيغة الصهيونيّة الأوليّة يوليو/تمُّوز 1917                                             | His Majesty's Government, after considering the aims of the Zionist Organization, accepts the principle of recognizing Palestine as the National Home of the Jewish people and the right of the Jewish people to build up its national life in Palestine under a protection to be established at the conclusion of peace following upon the successful issue of the War. His Majesty's Government regards as essential for the realization of this principle the grant of internal autonomy to the Jewish nationality in Palestine, freedom of immigration for Jews, and the establishment of a Jewish National Colonizing Corporation for the resettlement and economic development of the country. The conditions and forms of the internal autonomy and a Charter for the Jewish National Colonizing Corporation should, in the view of His Majesty's Government, be elaborated in detail and determined with the representatives of the Zionist Organization. | توافق حكومة جلالة الملكة بعد النظر إلى أهداف المنظمة الصهيونيّة، مبدأ الاعتراف بفلسطين كوطن قوميّ للشعب اليهوديّ وحق الشعب اليهوديّ في بناء حياته القوميّة في فلسطين تحت حماية يتم تأسيسها في خلاصة مفاوضات السلام التي تعقب النجاح في الحرب. تنظر حكومة صاحبة الجلالة للاعتراف بمبدأ تأسيس حكم ذاتيّ داخليّ للقوميّة اليهوديّة في فلسطين وحرية هجرة اليهود وتأسيس شركة استعمار قوميّ يهوديّ لإعادة توطين والقيام بالتنمية الاقتصاديّة في البلاد. تُوضع شروط وصيغ الحكم الذاتي الداخليّ وميثاق شركة الاستعمار القوميّ اليهوديّ، وفق وجهة نظر حكومة جلالته، بالتفصيل وتُحدَّد مع مُمثِلين للمنظمة الصهيونيّة. | |
| مسودة اللورد روتشيلد 12 يوليو/تمُّوز 1917                                              | 1. His Majesty's Government accepts the principle that Palestine should be reconstituted as the national home of the Jewish people. 2. His Majesty's Government will use its best endeavours to secure the achievement of this object and will discuss the necessary methods and means with the Zionist Organisation. | 1. توافق حكومة صاحبة الجلالة مبدأ أن فلسطين ينبغي إعادة تشكيلها كوطن قوميّ للشعب اليهوديّ. 2. ستبذل حكومة صاحبة الجلالة غاية جهدها لضمان تحقيق الإنجاز في هذا الأمر وسوف تناقش الأساليب والوسائل الضروريّة مع المنظمة الصهيونيّة. | 1. His Majesty's Government [*] accepts the principle of recognizing that Palestine should be reconstituted as the national home of the Jewish people. [*] 2. His Majesty's Government [*] will use its best endeavours to secure the achievement of this object and will discuss the necessary methods and means with the Zionist Organisation. * حُذفت كمية كبيرة من النص |
| مسودة بلفور أواسط أغسطس/آب 1917                                                      | His Majesty's Government accepts the principle that Palestine should be reconstituted as the national home of the Jewish people and will use their best endeavours to secure the achievement of this object and will be ready to consider any suggestions on the subject which the Zionist Organisation may desire to lay before them. | توافق حكومة صاحبة الجلالة على المبدأ القائل بأنه ينبغي إعادة تأسيس فلسطين كوطن قوميّ للشعب اليهوديّ وسيبذلون [أعضاء الحكومة] غاية جهودهم لضمان إنجاز هذا الأمر وسيكونون جاهزين للنظر في أي اقتراحات على الموضوع ترغب المنظمة الصهيونيّة بوضعها أمامهم. | 1. His Majesty's Government accepts the principle that Palestine should be reconstituted as the national home of the Jewish people. and 2.His Majesty's Government will use its their best endeavours to secure the achievement of this object and will discuss the necessary methods and means with be ready to consider any suggestions on the subject which the Zionist Organisation may desire to lay before them. |
| مسودة ميلنر آواخر أغسطس/آب 1917                                                      | His Majesty's Government accepts the principle that every opportunity should be afforded for the establishment of a home for the Jewish people in Palestine and will use its best endeavours to facilitate the achievement of this object and will be ready to consider any suggestions on the subject which the Zionist organisations may desire to lay before them. | توافق حكومة صاحبة الجلالة على مبدأ أنه ينبغي إتاحة كل فرصة لتأسيس وطنٍ للشعب اليهوديّ في فلسطين وستبذل غاية جهدها لتسهيل إنجاز هذا الهدف وستكون جاهزة للنظر في أي اقتراحات على الموضوع ترغب المنظمات الصهيونيّة في وضعها أمامهم. | His Majesty's Government accepts the principle that Palestine should be reconstituted as the national home of every opportunity should be afforded for the establishment of a home for the Jewish people in Palestine and will use their its best endeavours to secure facilitate the achievement of this object and will be ready to consider any suggestions on the subject which the Zionist Oorganisations may desire to lay before them. |
| مسودة ميلنر-أمري 4 أكتوبر 1917                                                       | His Majesty's Government views with favour the establishment in Palestine of a national home for the Jewish race, and will use its best endeavours to facilitate the achievement of this object, it being clearly understood that nothing shall be done which may prejudice the civil and religious rights of existing non-Jewish communities in Palestine or the rights and political status enjoyed in any other country by such Jews who are fully contented with their existing nationality. | تنظر حكومة صاحبة الجلالة بعين العطف لإقامة وطن قوميّ للعرق اليهوديّ في فلسطين، وستبذل غاية جهدها لتسهيل إنجاز هذا الهدف، على أن يُفهم بوضوح أنه لن يُفعل شيء يمكن أن يُخلّ بالحقوق المدنيّة والدينيّة للمجتمعات غير اليهوديّة الموجودة في فلسطين أو الحقوق أو الحالة السياسيّة التي يتمتع بها اليهود في أي بلد أُخرى ممن يكتفون بجنسيتهم الحاليّة. | His Majesty's Government accepts the principle that every opportunity should be afforded for views with favour the establishment in Palestine of a national home for the Jewish people in Palestine race, and will use its best endeavours to facilitate the achievement of this object and will be ready to consider any suggestions on the subject which the Zionist organisations may desire to lay before them , it being clearly understood that nothing shall be done which may prejudice the civil and religious rights of existing non-Jewish communities in Palestine or the rights and political status enjoyed in any other country by such Jews who are fully contented with their existing nationality. |
| الإصدار النهائيّ                                                                      | His Majesty's Government view with favour the establishment in Palestine of a national home for the Jewish people, and will use their best endeavours to facilitate the achievement of this object, it being clearly understood that nothing shall be done which may prejudice the civil and religious rights of existing non-Jewish communities in Palestine, or the rights and political status enjoyed by Jews in any other country. | تنظر حكومة صاحبة الجلالة بعين العطف إلى إقامة وطن قوميّ للشعب اليهوديّ، وستبذل غاية جهدها لتسهيل تحقيق هذه الغاية، على أن يفهم جلياً أنه لن يؤتى بعمل من شأنه أن ينتقص من الحقوق المدنية والدينية التي تتمتع بها الطوائف غير اليهودية المقيمة في فلسطين، ولا الحقوق أو الوضع السياسي الذي يتمتع به اليهود في أي بلد آخر. | His Majesty's Government views with favour the establishment in Palestine of a national home for the Jewish race people, and will use its their best endeavours to facilitate the achievement of this object, it being clearly understood that nothing shall be done which may prejudice the civil and religious rights of existing non-Jewish communities in Palestine, or the rights and political status enjoyed by Jews in any other country by such Jews who are fully contented with their existing nationality. |

جادل فيما بعد الكثير من الكُتَّاب في هويّة «المؤلف الأساسيّ» للوعد. وقد أوضح بروفيسور التاريخ الأكاديميّ في جامعة جورج تاون كارول كيوجليّ في كتابه المؤسسة الأنجلز-أمريكيّة الذي صدر عام 1981، رأيه بأن اللورد مينلر كان الكاتب الرئيسيّ للوعد،  وفيما بعد، افترض بروفيسور التاريخ الحديث في جامعة أبيرستويث في ويلز ويليام روبنشتاين أن أمري هو الكاتب الأصلي. فيما كتبت سحر هنيدي أن دايفيد أورمسبي-جور ادَّعى خلال تقرير أعدَّه لإيفيلن شاكبيرج أن اشترك مع أمري بصياغة شكل المسودة النهائيّة للوعد.

## قضايا أساسية
أُرسلت الصيغة التي اِتُفِقَ عليها لللإعلان، والتي تتكون من جملة واحدة مؤلفة من 67 كلمة (بالإنجليزية)،  في يوم 2 نوفمبر/تشرين الثاني عام 1917 في رسالة قصيرة من بلفور إلى والتر روتشيلد لنقلها إلى الاتحاد الصهيونيّ لبريطانيا العظمى وإيرلندا. تضمن الإعلان أربع بنود، تضمن أول بندين وعداً بدعم «تأسيس وطن قوميّ للشعب اليهوديّ في فلسطين»، وتبعهما «بندان وقائيَّان» مع احترام «الحقوق المدنيّة والدينيّة للمجتمعات غير اليهوديّة الموجودة في فلسطين»، و«الحقوق والوضع السياسيّ الذي يتمتع به اليهود في أي بلد آخر».

### «وطن قومي للشعب اليهودي» أم دولة يهودية
| هذه وثيقة مُصاغة بعناية شديدة ولكن بالنسبة لعبارة 'وطن قوميّ للشعب اليهودي' الغامضة إلى حدٍ ما، فيمكن اعتبارها غير ملزمة بما فيه الكفاية... لكن غموض العبارة المُشار إليها كان سبباً للمتاعب منذ البداية. استخدم أشخاص مختلفون في مناصب عليا لغةً من النوع الأكثر تحمُّلاً لمعاني قاصدين إعطاء انطباع مختلفاً جداً لتفسير أكثر اعتدالاً يمكن تحميله للكلمات. تجاهل الرئيس ويلسون جميع الشكوك ما المقصود من وجهة نظره عندما قال في مارس 1919 للقادة اليهود في أمريكا، "أنا أكثر مقتنع بأن دول الحلفاء، وبالموافقة الكاملة من حكومتنا وشعبنا قد اوفقت على أن يتم إقامة أسس الكومنولث اليهوديّ في فلسطين.' كما أعلن الرئيس ثيودور روزفلت أنه ينبغي أن تكون أحد شروط الحلفاء لإقامة السلام 'أن تكون فلسطين دولة يهودية'. وقد تحدَّث السيد ونستون تشرتشل عن 'دولة يهوديّة'، كما تحدَّث السيد بونار لو في البرلمان البريطاني عن 'إعادة فلسطين لليهود'." |
| —تقرير لجنة بالن، أغسطس/آب 1920 |

صيغ مُصطلح «وطن قوميّ» غامضاً بشكل متعمَّد،  دون وجود أي قيمة قانونيّة أو سابقة تاريخيّة في القانون الدولي،  بحيث أن معناه غير واضح عند مقارنته بمصطلحات أُخرى كـ«الدولة». فقد استخدم هذا المصطلح بدلاً عن مصطلح «الدولة» عن قصد بسبب وجود أصوات معارضة للبرنامج الصهيونيّ داخل أوساط الحكومة البريطانيّة. ووفقاً للمؤرخ نورمان روز، فإن كبيري مهندسي إعلان بلفور ظنوا أن دولةً يهوديّة ستقوم مع مرور الوقت، بينما خلصت اللجنة الملكيّة الفلسطينيّة إلى أن الصياغة كانت «نتاج حل وسط بين أولئك الوزراء الذين ارتأوا إنشاء دولة يهوديّة وأولئك الذين لم يرتأوا.»

يمكن ملاحظة محاولات التأويل من خلال المراسلات التي أدّت إلى إصدار الشكل النهائي للوعد. فقد أرسل سايكس تقريراً رسمياً إلى حكومة الحرب بتاريخ 22 سبتمبر/أيلول قال فيه أن الصهاينة لا يريدون «إقامة جمهوريّة يهوديّة أو أي شكل آخر لدولة في فلسطين أو في أي جزء من فلسطين» ولكنهم يفضلون بدلاً من ذلك صيغة من صيغ الحماية المُقدَّمة على شكل انتداب على فلسطين. بعد شهر، كتب كورزون مذكّرةً تم تدوالها في 27 سبتمبر/أيلول عام 1917 طرح فيها سؤالين، يكّز الأول على معنى عبارة «وطن قوميّ للعرق اليهوديّ في فلسطين»؛ حيث لاحظ أن هناك آراءاً مختلفة فيما يتعلَّق بالأمر تتراوح بين مركز روحيّ لليهود فقط وحتّى دولة كاملة.

افترضت بعض الصحف البريطانية أنه كانت هناك رغبة بإقامة دولة يهوديّة حتى قبل إكمال الصيغة النهائية للإعلان. كما بدأت الصحف في الولايات المتحدة باستخدام مصطلحات «الوطن القوميّ اليهوديّ» و«دولة يهوديّة» و«جمهوريّة يهوديّة» و«كومنولث يهوديّ» بشكل متبادل.

يُقدّم الخبير في المعاهدات دايفيد هنتر ميلر، والذي كان حاضراً في مؤتمر باريس للسلام وقد جمع في وقت لاحق خلاصة 22 مجلد من الوثائق، يُقدّم تقريراً عن قسم المخابرات في الوفد الأمريكي إلى مؤتمر باريس للسلام 1919 وهو المؤتمر الذي أوصى بـ«إقامة دولة مستقلة في فلسطين،» وأن هذا «سيكون سياسة عصبة الأمم للاعتراف بفلسطين كدولة يهوديّة، حالما تقوم فيها دولة يهوديّة على أرض الواقع.» أبعد من ذلك نصح التقرير بإنشاء دولة فلسطينيّة مستقلة تحت انتداب بريطاني مشرع من عصبة الأمم. وأن يتم السماح بالاستيطان اليهودي وتشجيعه في هذه الدولة وأن تكون الأماكن المقدسة في هذه الدولة تحت سيطرة عصبة الأمم. كما تحدَّثت مجموعة التحقيق الأمريكيّة للدراسة بإيجابيّة عن إمكانية قيام دولة يهوديّة في فلسطين في آخر المطاف إذا ما تواجدت التركيبة السكانية الملائمة لهذا الأمر.

كتب المؤرخ ماثيو جايكوبز فيما بعد أن نهج الولايات المتحدة كان يعوقه «الغياب العام للمعرفة المتخصصة بالمنطقة» وأنه «مثل الكثير من أعمال لجنة التحقيق الأمريكيّة عن الشرق الأوسط، فإن التقارير عن فلسطين خاطئة للغاية» و«تفترض مسبقاً نتيجة الصراع». يقتبس ماثيو عن ميلر ما كتبه عن أحد التقارير عن تاريخ وتأثير الصهيونيّة بأنه «غير صالح على الإطلاق من أي نقطة استشراف وينبغي النظر إليها على أنها ليست أكثر من تقرير عن المستقبل»

أكَّد اللورد روبرت سيسيل في 2 ديسمبر 1917 لجمهور يخطب فيه أن الحكومة قصدت أن «يهودا لليهود».يرى يائير أورون أن سيسيل وباعتباره وكيل وزارة الدولة للشؤون الخارجية يمثل الحكومة البريطانية في احتفالية تجمع الاتحاد الصهيونيّ الإنجليزيّ «ربما قد ذهب أبعد من الموجز الرسميّ» في قوله (يستشهد بشتاين) «أمنيتنا أن تكون الدول العربية للعرب وأرمينيا للأرمن ويهودا لليهود».
وفي أكتوبر/تشرين الأول التالي، ناقش نيفيل تشامبرلاين أثناء ترؤوسه للقاء صهيونيّ موضوعَ «دولةٍ يهوديّة جديدة». آنذاك كان تشامبرلاين عضواً في البرلمان عن دائرة برمنغهام، ليديوود، إذ أُعيد إحياء الفكرة مرَّةً أُخرى عام بعد موافقة تشامبرلاين على الكتاب الأبيض عام 1939، إذ ذكرت وكالة التلغراف اليهوديّة أن رئيس الوزراء «قد غيَّر رأيه بصورة ملحوظة خلال السنوات الواحدة والعشرين بين هذين الحدثين» وبعد مرور عام وتحديداً في الذكرى الثانية لإعلان بلفور، قال الجنرال جان سمتس أن بريطانيا «ستفي بتعهدها... وأن دولةً يهوديّة عظيمةً ستقوم في نهاية المطاف.» وبالمثل، قال تششل بعد عدّة أشهر:
وقد سأل آرثر ميغان خلال لقاء حكوميّ في 22 يونيو/حزيران عام 1921 تشرشل عن معنى الوطن القوميّ. فأجاب تشرشل قائلاً «إذا ما أصبحوا على مدار السنين أكثريَّةً في البلد، فإنهم سيأخذونه بشكل طبيعيّ....بالتناسب مع العرب. لقد تعهّدنا بعدم إخراج العرب من أرضهم أو سلبهم حقوقهم السياسيّة والاجتماعيّة».
كما كتب بلفور رداً على كرزون في يناير/كانون الثاني 1919 «لم يطرح وايزمان أبداً فكرة المطالبة بحكومة يهوديّة في فلسطين. برأيي، ادعاءٌ كهذا غيرُ مقبول بشكل واضح، ولا أعتقد شخصيَّاً أنه ينبغي علينا أن نذهب أبعد من الإعلان الأصليّ الذي أعلنته للورد روتشيلد».
في فبراير/شياط عام 1919 أصدرت فرنسا بياناً بأنها لا تُعارض وضع فلسطين تحت الوصاية البريطانيّة وتشكيل دولة يهوديّة. وقد لاحظ فريدمان أيضاً تغيُّر موقف فرنسا؛ كما سجّل يهودا بلوم، عند مناقشته لموقف فرنسا «غير الودود تجاه الحركة القوميّة اليهوديّة» محتوى تقرير كتبه روبرت فانسيارات (عضو بارز في الوفد البريطانيّ إلى مؤتمر باريس للسلام) إلى كرزون في نوفمبر/تشرين الثاني عام 1920، إذ قال:
كما أخبر وزير خارجيّة اليونان لمحرر جريدة سالونيكا اليهوديّة الموالية لإسرائيل أن «تأسيس دولة يهوديّة يلقى في اليونان تعاطفاً كاملاً وصادقاً... ستصبح فلسطين اليهوديّة حليفاً لليونان.» أما في سويسرا، فقد أيَّد عددٌ من المؤرخين بما فيهم الأساتذة توبلر وفوريل-يوفرن وروجاز، فكرةَ إقامة دولة يهوديّة مع إشارتهم إلى «الحق المقدّس لليهود». بينما في ألمانيا، فقد اعتبر المسؤولون ومعظم الصحافة الألمانيّة الإعلان بمثابة إقامة دولية لليهود برعاية بريطانيّة.
أوضحت الحكومة البريطانيّة، ولاسيّما تشرشل أن الإعلان لم يقصد تحويل كامل فلسطين إلى وطن قوميّ يهوديّ، «لكن ينبغي أن يكون مثل هذا الوطن في فلسطين.»
كتب العقيد توماس إدوارد لورنس (لورنس العرب) في رسالة إلى تشرشل في 17 يناير/كانون الثاني إلى تشرشل أن الأمير فيصل أكبر أبناء الشريف حسين «قد وافق على التخلِّي عن كل ادَّعاءات والده بفلسطين» مقابل السيادة العربية على العراق وعبر الأردن وسوريا. يناقش كاتب سيرة فيصل اجتماعاً مثيراً عُقِدَ في 20 يناير/كانون الثاني عام 1921 بين فيصل وحدَّاد وحيدر وليندسي ويونغ وكورنواليس، ويقول أن هذا اللقاء أدَّى إلى سوء فهم سيُستَغلّ فيما بعد ضد فيصل حيث ادَّعى تشرشل في البرلمان أن فيصل كان يعرف بأن أراضي فلسطين على وجه الخصوص كانت مُستبعَدَةً من وعود دعم مملكة عربيّة مستقلّة. يقول علّاوي أن محضر الاجتماع يظهر فقط أن فيصل قد قبل بتأويل الحكومة البريطانيّة للتبادلات دون الاتفاق بالضرورة معهم. أكَّد تشرشل في البرلمان عام 1922 هذا، «...محادثة عُقِدَت في وزارة الخارجيّة في العشرين من يناير 1921، بعد أكثر من خمس سنوات من إتمام المراسلات التي اعتمدت عليها الادِّعاءات. في هذه المناسبة شُرِحَت وجهة نظر حكومة صاحبة الجلالة إلى الأمير، الذي أعرب عن استعداده لقبول البيان القائل بنيّة حكومة صاحبة الجلالة لاستبعاد فلسطين.»}} أبرم الأمير فيصل ملك سوريا والعراق اتفاقاً رسمياً مع القياديّ الصهيونيّ حاييم وايزمان، إذ صاغ مسوّدة هذا الاتفاق العقيد توماس إدوارد لورنس، تضمّن هذا الاتفاق الإشارة إلى محاولة تأسيس علاقة سلام بين العرب واليهود في فلسطين. وُقِّعَت اتفاقية فيصل-وايزمان في 3 يناير عام 1919، استمرت هذه الاتفاقيّة لمدة قصيرة وتضمنت تعاوناً عربياً يهودياً لتسهيل إنشاء وطن لليهود في فلسطين. وتعامل فيصل مع فلسطين بشكل مختلف فر عرضه في مؤتمر السلام في 6 فبراير/شباط 1919، إذ قال «فلسطين، وبسبب طابعها العالميّ، [ينبغي أن] تُترك على جانب واحد للنظر المتبادل بين جميع الأطراف المعنيّة». لم تُنفَّذ هذه الاتفاقية على الإطلاق.
وفي رسالة لاحقة كتبها لورنس عن توقيع فيصل للاتفاقيّة باللغة الإنجليزيّة، أوضح لورنس:
عندما عُرضَت الرسالة على لجنة شاو عام 1929، تحدَّث رستم حيدر إلى فيصل في بغداد وأبرقَ بأن فيصل «لا يتذكّر أنه كتب أي شيء من هذا القبيل». وفي يناير/كانون الثاني عام 1930 كتب حيدر لصحيفة في بغداد أن فيصل: «يجد من الغريب للغاية أن يُنسب الأمر إليه لأنه لن يفكر في أيّ وقت بالسماح لأي دولة أجنبيّة بالمشاركة في بلد عربيّ». كما كتب عوني عبد الهادي سكرتير فيصل في مذكراته أنه لم يكن على علم بأن لقاءاً بين فرانكفورتر وفيصل قد عُقِد وأنه: «أعتقج أن هذه الرسالة، بافتراض أنها حقيقيّة، قد كتبها لورنس، وأن لورنس وقَّعها بالإنجليزيّة نيابةً عن فيصل. أعتقد أن هذه الرسالة جزء من الادعاءات الكاذبة التي اختلقها حاييم وايزمان ولورنس لتضليل الجمهور.» وبحسب علاوي، فإن التفسير الأكثر ترجيحاً لرسالة فرانكفورتر هو أنه تمّ عقد اجتماع وقام لورنس بصياغة رسالة باللغة الإنجليزية، لكن «محتوياتها لم تكن واضحة تماماً لفيصل. ومن ثمّ تم حضّه أو لم يتم على التوقيع عليها»، وذلك باعتبارها تتعارض مع تصريحات فيصل العامّة والخاصة آنذاك.وقد نقل ماتين عن فيصل خلال مقابلة في 1 مارس/آذار قوله:
يملي عليّ هذا الإحساس باحترام الأديان الأخرى رأيي عن فلسطين، جارتنا. أن يأتي اليهود غير السدعاء للإقامة هناك وأن يتصرّفوا كمواطنين جيّدين في هذا البلد، ستفرح إنسانيتنا بأنهم وُضعوا تحت حكومة مسلمة أو مسيحية مُفوَّضة من عصبة الأمم. إذا أرادوا إقامة دولة وأن يطالبوا بالحقوق السياديّة في هذه المنطقة، فإني أرى مخاطر جديّة للغاية. سيكون هناك تخوّف من حدوث صراع بينهم وبين الأعراق الأخرى.
و بالرجوع إلى الكتاب الأبيض الصادر عام 1922، فقد كتب تشرشل لاحقاً أنه «لا يوجد فيه شيء يحول دون إقامة دولة يهوديّة في النهاية.» وفي المستوى الخاصّ، فقد اتفق عدّة مسؤولين بريطانيّين مع تفسير الصهاينة بأن الدولة ستقوم عندما تتحقق الأغلبيّة اليهوديّة.
التقى حاييم وايزمان بتشرشل ولويد جورج وبلفور في منزل بلفور في لندن في 21 يوليو/تمّوز عام 1921، وخلال هذا اللقاء قام لويد جورج وبلفور بطمأنة وايزمان «بأنهما كان يعنيان دولةً يهوديّة في نهاية المطاف»، وفقاً لمحضر وايزمان عن اللقاء. قال لويد جورج عام 1937 أنه كان المقصود أن تصبح فلسطين كومنولث يهوديّ إذا وعندما «يصبح اليهود أغلبيّة حاسمة بين السكّان»،  وكرَّر ليو أمري الموقف ذاته عام 1946, وفي تقرير لجنة اليونسكوب عام 1947، خضعت قضية الوطن مقابل الدولة للتدقيق، وقد وصلت اللجنة إلى نتيجة مماثلة لما خلص إليه لويد جورج.

## التأثير طويل الأمد
ردّاً على وعد بلفور قامت عدّة ثورات أبرزها الثورة الفلسطينية الكبرى عام ١٩٣٥م على يد الشيخ عزّ الدين القسّام فأرسل الإنتداب البريطاني لجنة بيل ١٩٣٧م التي أعلنت تقسيم فلسطين بين العرب واليهود.

### اقتباسات داعمة
1. ↑  كان مونتيفيوري أغنى يهوديّ بريطانيّ، وقائد مجلس نواب اليهود البريطانيين. تضمَّنت رسالة تشارلز هنري تشرشل الأولى عام 1841 تحفيز الاهتمام بالهجرة اليهوديّة إلى فلسطين: "لنفترض أنك وزملاؤك يجب أن تهتموا مرةً ما في هذا الأمر الجديّ لاستعادة بلدكم القديم، يبدو لي (بانياً آرائي على المعطيات الموجودة في الإمبراطورية التركية) أنه يمكن فقط لمواضيع البابا كهذه أن تبدأوها وتعيدوا موطئ قدمكم في فلسطين".[10]
2. ↑  وفقاً لمذكرات وايزمان، كانت المحادثة على النحو الآتي: "سيد بلفور، لنفترض أنني أعرض عليكم باريس بدلاً من لندن، هل ستأخذونها؟" جلس، ثم نظر إليّ وأجابني: "لكن د.وايزمان، نحن لدينا لندن." ثم قلت: "هذا صحيح" "ولكن نحن امتلكنا القدس عندما كانت لندن مستنقعاً." وقد... قال شيئين أتذكرهما بوضوح. الأول: "هل هناك الكثير من اليهود ممن يفكرون مثلك؟" أجبت: "أعتقد أنني أتحدث بعقلية ملايين اليهود ممن لن تستطيع رؤيتهم ولا يستطيعون الحديث عن أنفسهم." ...لهذا قال: "إذا كان الأمر هكذا ستكون يوماً ما قوَّة." قبل وقت قصير من انسحابي، قال بلفور: "من الغريب أن اليهود الذين التقيتهم كانوا مختلفين تماماً." أجبت: "أنت تلتقي النوع الخاطئ من اليهود سيد بلفور".[27]
3. ↑  وصفت ملاحظات وايزمان أن اللقاء اتسم بـ:"اعتقد [جايمس] أن الطموحات الفلسطينية لليهود ستجد استجابة مواتية جداً في الدوائر الحكوميّة، التي ستدعم مشروعاً كهذا، من ناحية إنسانيّة ومن وجهة نظر سياسيّة إنجليزيّة. حيث سيُمثِّلُ قيام مجتمع يهوديّ قويّ في فلسطين أصلاً سياسيّاً قيِّماً. لذا فقد اعتقد أن المطالب التي تتحدث عن تشجيع استعمار اليهود في فلسطين متواضعة جداً ولن تستهوي رجال الدولة بشدة. ينبغي للمرء أن يطلب أكثر من هذا والأمر الذي يُقارب إلى تشكيل دولة يهوديّة."[30] شرح جوتوين هذه المناقشة على النحو الآتي: "إن توصية جايمس بأنه ينبغي على الصهاينة أن لا يتوقفوا عند طلب توطين اليهود في فلسطين، ولكن أن يتجاوزوه إلى طلب دولة يهوديّة، تعكس التناقض السياسيّ بين الإصلاحيين الذين كانوا على استعداد لدعم توطين اليهود في فلسطين كجزء من إعادة تنظيم الإمبراطورية العثمانية، والراديكاليين الذين نظروا إلى الدولة اليهوديّة كوسيلة لتقسيمها. وعلى الرغم من أن تأكيد جايمس أن طلب الدولة اليهوديّة سيساعد في كسب دعم رجال الدولة البريطانية، في ضوء معارضة أسكويث وجراي لهذا الطلب، يبدو أن عدم الدقة إن لم يكن التفسير المضلل لنصيحة جايمس كان يهدف إلى تجنيد وايزمان، ومن خلاله الحركة الصهيونيّة، لمساعدة الراديكاليين  ولويد جورج."[30]
4. ↑  ورد في مذكرات وايزمان: "إن دخول تركيا في المعركة والتعليقات التي أدلى بها رئيس الوزراء في خطابه في جاليدهال كان دافعاً إضافياً باتجاه مواصلة العمل الاستطلاعيّ بسرعة أكبر... فرصة عرضت نفسها لنقاش المشاكل اليهوديّة مع السيد سي. بي. سكوت (محرر مانشستر جارديان)... أعتقد أن السيد سكوت قد أعطى انتباهه الحذر جداً والتعاطفيّ مع المشكلة بأكملها، وهذا كان جيداً كفايةً ليعد بأن يُكلِّم السيد لوي جروج في هذا الموضوع... وبحدوث هذا الأمر، اقترح السيد لويد جورج بعد عدة مشاغل طيلة الأسبوع، اقترح أن عليّ رؤية السيد هربرت صموئيل، وقد حدثت هذه المقابلة في مكتبه.[حاشية سفلية: 10 ديسمبر/كانون الأول 1914]"[49]
5. ↑  مذكرات وايزمان: "أعتقد أن مطالبي كانت متواضعة للغاية، وأنه يجب القيام بأشياء أكبر في فلسطين؛ هو نفسه سيتحرك ويتوقَّع أن يتحرَّك اليهود حالما ينجلي الوضع العسكريّ... يتعين على اليهود التضحية وقد كان هو مستعداً لهذا. عند هذه النقطة، غامرت بأن أسأل من أي ناحية خطط السيد صمئيل أكثر طموحاً من خططي. فضَّل السيد صموئيل عدم الدخول في مناقشة خططه، لأنه يود الاحتفاط بها "سلسةً"، ولكنه اقترح أنه ينبغي على اليهود بناء سكك حديديّة ومرافئ وجامعة وشبكة من المدارس إلخ... كان يعتقد أيضاً أنه يمكن إعادة بناء الهيكل كرمز للوحدة اليهودية وبطبيعة الحال بشكل حديث."[51]
6. ↑  مرة أخرى من مذكرات وايزمان: "بناء على اقتراح البارون جايمس، ذهبت لرؤية السير فيليب ماجنوس وأجيت معه محادثة طويلة، وقد عبَّر عن استعداده للتعاون، شرط أن يتم تقديره كثيرًا... سألت السير فيليب عن رأيه عن صوابيّة رؤية السيد بلفور وقد اعتقد أن مقابلة السيد بلفور ستكون ذات أهميّة وقيمة كبيرتين... في إحدى زياراتي للندن كتبت للسيد بلفور وحصلت على موعدٍ معه في يوم السبت في الأسبوع ذاته في الساعة 12:00 في مكتبه.[حاشية سفليّة: 12 ديسمبر/كانون الأول 1914] تحدثت معه بشكل عمليّ بنفس التسلسل الذي تحدثت مع السيد صموئيل فيه، ولكن كل منعطف في هذا الحديث كان أكاديمياً أكثر من كونه عملياً."[52]
7. ↑  طُلب من وايزمان إنتاج عملية جديدة لإنتاج الأسيتون من أجل خفض تكلفة إنتاج الكوردايت؛[48] وقد وُصِفَ الاعتقاد الشائع بأن هذا الدور منحه تأثيراً لإصدار الإعلان، وُصف بأنه "خياليّ"، [57] و"أسطورة" و"خرافة"، [58] و"نتاج خيال [جورج لويد]".[59] وقد ورد في مذكرات الحرب الخاصة بجورج لويد التي خلقت هذه الأسطورة: "ولكن بحلول ربيع 1915 أصبح الموقف في سوق الأسيتون الأمريكية حساساً للغاية... سرعان ما بات واضحاً من خلال المسح الذي أجريناه لجميع المتطلبات المتوقّعة المتنوّعة، بات واضحاً أن إمدادات كحول الخشب لمصانع الأسيتون لن تكون كافية للطلب المتزايد، وخاصة في عام 1916... بينما كنت ألقي عن بعض حلول المشكلة، عارضت محرر مانشستر جارديان سي. بي. سكوت... أخذت كلمته عن البروفيسور وايزمان ودعوته لرؤيتي في لندن... استطاع إنتاج الأسيتون بعملية تخمير داخل المختبر، ولكنها تطلَّبت وقتاً قبل أن يستطيع ضمان إنتاج ناجح على مقاييس المصانع. في غضون أسابيع قليلة أتى إليّ وقال: "لقد حُلَّت المشكلة."... عندما حُلت مشاكلنا من خلال عبقرية الدكتور وايزمان قلت له: "لقد قدَّمت خدمةً عظيمة للدولة، وينبغي عليّ أن أسأل الوزير الأول أن يقترحك لجلالتها لبعض التكريم.' قال: 'لا أريد شيئاً لنفسيّ.' سألته: 'ألا يوجد شيء نستطيع فعله كاعتراف لمساعدتك القيّمة للبلد؟'. ردّ: 'نعم، أريد أن تفعل شيئاً ما لشعبي' ثم أوضح تطلُّعاته فيما يتعلَّق بإعادة اليهود إلى الأرض المقدسة التي اشتهروا بها. كان هذا منبع وأصل الإعلان الشهير عن الوطني القوميّ لليهود في فلسطين. وعندما أصبحت الوزير الأول تحدَّثت عن المسألة برمتها مع السيد بلفور والذي كان فيما بعد وزيراً للخارجيّة. كعالمٍ كان مهتماً للغاية عندما حدَّثته عن إنجاز الدكتور وايزمان. كنا قلقين آنذاك فيما يتعلّق بجمع الدعم اليهوديّ في البلدان المحايدة، ولاسيّما أميركا. تم الاتصال مباشرة بين الدكتور وايزمان ووزير الخارجيّة. هكذا كانت بداية الجمعية؛ وكانت نتيجة ذلك بعد تفحُّصٍ طويل إعلان بلفور الشهير..."[60]
8. ↑  انظر الرسالة الأصليّة التي أُرسلت 25 أكتوبر/تشرين الأول 1915 هنا. وصف جورج أنطونيوس وهو أول من نشر المراسلات كاملةً، وصف هذه الرسالة بأنها "الأهم من المراسلات بأكملها، وقد يُنظر إليها باعتبارها الوثيقة الأكثر أهميّة في تاريخ الحركة القوميّة العربيّة... وما يزال يُستشهد بها على أنها الدليل الرئيسيّ لاتهام العرب لبريطانيا العظمى بنكث عهودها معهم."[65]
9. ↑  قال سايكس في رسالة بتاريخ 27 فبراير 1916 قُبيل رحيله إلى روسيا إلى صموئيل: "قرأت مذكرتك وقد حفظتها."[67] وفيما يتعلَّق بالحدود شرح سايكس: "باستثناء الخليل وشرق الأردن هناك القليل لنناقشه مع المسلمين، حيث يصبح مسجد عمر القضية الوحيدة ذات الأهميّة الحيوية لنناقشها معهم وأبعد من ذلك مع أيٍّ من البدو الذين لا يعبرون النهر إلا من أجل الأعمال. أتخيَّل أن الهدف الأساسيّ للصهيونيّة هو تحقيق مركز تواجد مثاليّ لقوميّة بدلاً من إقامة حدود أو امتداد أراضٍ."[68]
10. ↑  وقد دوَّن بلفور في مذكراته في أغسطس/آب 1919، "في 1915 أُقرَّ إسناد مهمة تحديد الحدود لشريف مكة، ولم يكن هناك أي قيود على تقديره باستثناء تحفُّظات معينة بغية حماية المصالح الفرنسيّة في غرب سوريا وكيليكيا. في 1916 بدا كما لو تم تناسي كل هذا. فقد ألغت اتفاقية سايكس بيكو إلى مرجعيّة لشريف مكة ووثائقنا الخمس المتعلّقة بالأمر، التي لم يسمع بها منذ ذاك الوقت. تبنت فرنسا وإنجلترا اللتان خلقتا من خلال اتفاقيّة سايكس بيكو التدابير الإقليميّة الرئيسية التي وُصفت سابقاً-وهي التدابير التي لم يوافق عليها حلفائنا والقوى المرتبطة بهم صراحةً ولم يستبدلونها صراحةً."[71]
11. ↑  ناقش سايكس المسألة مع بيكو، حيث اقترح إنشاء سلطنة عربيّة في فلسطين تحت الحماية البريطانيّة والفرنسيّة، وقد وبَّخ إدوارد جراي سايكس، كان ينبغي على بوشان أن يبلغ سايكس بأن 'يطمس من ذاكرته أن مذكرة حكومة السيد صموئيل قد أشارت بأي شكل إلى حماية بريطانية وأنني أخبرت السيد صموئيل في ذاك الوقت بأن الحماية البريطانية كانت غير واردة على الإطلاق وعلى السير مارك سايكس ألا يذكر هذا الموضوع أبداً دون توضيحه'.[78]
12. ↑  وصف ناحوم سوكولوف اللقاء عام 1919 بالآتي: "في 7 فبراير 1917 تشكلت نقطة تحوّل في التاريخ... في بداية عام 1917 دخل السير مارك سايكس في علاقات أوثق مع الدكتور وايزمان والكاتب، وقد أدَّت النقاشات التي حصلت مع الأخير إلى لقاء 7 فبراير عام 1917 الذي يُمثِّلُ بداية المفاوضات الرسميّة، وإلى جانب السير مارك سايكس شاركت الأسماء الآتية في اللقاء: اللورد روتشيلد والسيد هربرت بينتويتش والسيد جوزيف كوين والدكتور موسى جاستر (حدث اللقاء في منزله) والسيد جايمس دي روتشيلد والسيد هاري ساتشر ورايت هون وهربرت صموئيل والدكتور حاييم وايزمان والكاتب."[90]
13. ↑  كما أبلغ مارك سايكس الصهاينة بأنه كان سيلتقي بيكو في اليوم التالي وقد رُشِّح سوكولوف من قِبل روتشيلد لحضور هذا اللقاء الذي حدث في منزل سايكس. تمكَّن سوكولوف من تقديم قضية الصهاينة وشرح رغبته بالحماية البريطانيّة رغم أن بيكو رفض هذه النقطة. وفي اليوم التالي، التقى بيكو وسوكولوف وحدهما في السفارة الفرنسيّة، وقد قال بيكو تعليقاً على هذا الحدث "سيرى بأن الحقائق المتعلّقة بالصهيونيّة قد أُوصِلَت إلى الجهات المناسبة وأنه [أي بيكو] سيبذل قصارى جهده لتفوز الحركة [الصهيونيّة] أيَّاً كانت مواقف التعاطف الضروريّة للفوز بما يتفق مع وجهة النظر الفرنسيّة في هذه المسألة."[93]
14. ↑  كانت حكومة الحرب خلال مراجعة هذا المؤتمر في 25 أبريل/نيسان "ميَّالةً إلى الرأي القائل بآنه عاجلاً أم آجلاً ينبغي إعادة النظر باتفاقية سايكس بيكو... كما أنه ينبغي عدم القيام بأي إجراء في هذه المسألة في الوقت الحالي".[103]
15. ↑  تلقَّى سايكس باعتباره كبير المسؤولين التنفيذيِّين لقوة الاستطلاع المصرية إرشادات الحكوة البريطانيّة في 3 أبريل/نيسان  بينما تلقَّى بيكو المندوب السامي للأراضي التي ستحتلُّها فرنسا في سوريا وفلسطين إرشادات حكومته في 2 أبريل/نيسان.[106][107] وقد وصل سايكس وبيكو إلى الشرق الأوسط في نهاية أبريل/نيسان واستمرا في المناقشات حتى نهاية مايو/أيَّار.[105]
16. ↑  تُعرف لجنة الجاليات اليهوديّة (بالإيطالية: Comitato delle università israelitiche) اليوم باتحاد الجاليات اليهوديّة الإيطاليّة (بالإيطالية: Unione delle comunità ebraiche italiane)
17. ↑  عام 1929، كتب القائد الصهيونيّ جايكوب دي هاس: "في مايو 1917 قبيل وصول بعثة بلفور إلى الولايات المتحدة، استغل الرئيس ويلسون المناسبة لإتاحة الفرصة للمناقشات الصهيونيّة الفلسطينيّة، ولم تُهمل هذه المناسبة. وفي أول استقبال رسميّ للسيد بلفور من قِبل الرئيس ويلسون، خصَّ بلفور برانديز كأحد الأشخاص الذي يرغب بإجراء مُحادثة خاصّة معهم. وقد لخَّص السيد بلفور في واشنطن موقفه في جملة واحدة، "أنا صهيونيّ". ولكن كما التقى برانديز ببلفور كلما تطلَّبت الظروف، فقد التقى صهاينة آخرون وناقشوا المشكلة الفلسطينيّة مع جميع أعضاء البعثة البريطانيّة الذين كان يُعتقد أنهم مرغوبون لزرع التفاهم. وقد كان هذا ضرورياً لأنه في هذا المنعطف الخاص كان إقامة إلزام أمريكيّ في فلسطين كانت سياسة لم يفضلها برانديز، وكان يجري مناقشتها في الصحف الأوروبيّة باستمرار."[121]
18. ↑  كتب رونالد جراهام إلى اللورد هاردنج الوكيل الدائم لوزارة الدولة للشؤون الخارجيّة (أعلى موظف حكوميّ بعد الوزير في وزارة الخارجيّة) في 13 يونيو/حزيران عام 1917: "يبدو في ضوء التعاطف تجاه الحركة الصهيونيّة الذي سبق أن أعرب عنه رئيس الوزراء السيد بلفور واللورد أر. سيسيل ومسؤولون آخرون، أننا ملزمون بدعمها، على الرغم من أن السياسة الصهيونيّة باتت أكثر تحديداً ينبغي أن يكون دعمنا ذا طابع عام. لذلك، ينبغي أن نضمن كل المنافع السياسيّة التي نستطيع الحصول عليها من خلال اتصالاتنا بالصهيونية، ولاشك أن هذه المنافع ستكون كبيرة، ولاسيّما في روسيا، حيث تنحصر وسيلة الوصول إلى البروليتاريا اليهودية عبر الصهيونيّة، التي يلتزم معظم يهود هذه البلاد بها."[122]
19. ↑  كتب وايزمان: "يبدو أنه من المرغوب بالنسبة لجميع وجهات النظر أن تُعبِّر الحكومة البريطانيّة عن تعاطفها ودعمها للادعاءات الصهيونيّة بما يتعلّق بفلسطين. في الحقيقة، يحتاج الأمر إلى تأكيد الرأي الذي عبَّر عنه أعضاء بارزون ومُمثِّلون للحكومة عدة مرات لنا، وهو الذي شكَّل الأساس لمفاوضاتنا طوال فترة طويلة قاربت الثلاثة أعوام"[123]
20. ↑  في 16 أبريل 1916، وفي استجابة لطلب مُفوَّضِي السلام الأمريكيين، أوضح الرئيس الأمريكي ويلسون التقارير الصحفيّة التي انتشرت عن كلامه حيث قال: "طبعاً لم أستخدم أيَّاً من الكلمات المُقتبسة، وهم في الواقع لا يزعمون أنها كلماتي. ولكنني قلت من حيث الجوهر ما تم اقتباسه، على الرغم من أن تعبير "تأسيس كومنولث يهوديّ" كان أبعد قليلاً من فكرتي في ذاك الوقت. كل ما كنت أقصده تأكيد مواقفنا المعلنة من موقف الحكومة البريطانيّة بالنظر إلى إلى مستقبل فلسطين".[149]
21. ↑  يستشهد شميدت كذلك بقول شتاين بأن "آراء بونار لو عن المسألة الصهيونيّة غير معروفة" بالإضافة إلى قول ابنه وكاتب سيرته الذاتيّة لآراء مشابهة لرأي شتاين.[151]
22. ↑  يقول سايكس في مذكرته الرسميّة عن لقاءات جمعته بصهاينة:
"ما لا يريده الصهاينة: I.الحصول على أي سلطة سياسيّة خاصة على المدينة القديمة للقدس بحد ذاته أو التحكم بأي أماكن مقدسة إسلامية أو مسيحية؛II. إقامة جمهورية يهوديّة  أو أي شكل آخر لدولة في فلسطين؛ III. التمتع بأي حقوق خاصة لا يتمتع بها بقية سكان فلسطين؛ بينما يرغب الصهاينة في: I.الاعتراف بالسكان اليهود في فلسطين كوحدة قوميّة، متحدة مع الوحدات القوميّة [الأخرى] في فلسطين؛ II. الاعتراف بحق المستوطنين اليهود الأوائل بالانضمام إلى الوحدة القوميّة اليهوديّة في فلسطين"[156]
23. ↑  شرح علي علاوي ذلك على النحو الآتي: "عندما غادر فيصل اللقاء مع وايزمان لشرح تصرفاته لمستشاريه الذين كانوا في جناح من المكاتب قريب في فندق كارلتون، قُوبل حينها بتعبيرات الصدمة وعدم التصديق [من قِبَل مستشاريه]. كيف يمكن له أن يوقّع على وثيقة كتبها أجنبيّ لصالح أجنبيّ آخر باللغة الإنجليزية، بلغة لا يعرف عنها شيئاً، فأجاب فيصل مستشاريه كما سجّل عوني عبد الهادي في مذكراته، "أنتم محقّون في أن تفاجؤوا لأنني وقّعت مثل هذا الاتفاق المكتوب باللغة الإنجليزيّة. لكنني أؤكد لكم أن دهشتكم ستختفي عندما أقول لكم بأنني لم أوقّع على الاتفاقيّة قبل أن أشير كتابياً إلى أن موافقتي على التوقيع مشروطةٌ بقبول الحكومة البريطانيّة لمذكرة سابقة قدّمتها إلى وزارة الخارجيّة... تحتوي [هذه المذكرة] على مطلب استقلال الأراضي العربيّة في آسيا، بدءاً من خط يبدأ في الشمال من الإسكندرية وحتى ديار بكر ويصل إلى المحيط الهندي في الجنوب. وفلسطين كما تعلمون ضمن هذه الحدود... لقد أكّدت خلال هذه الاتفاقيّة قبل التوقيع أنني لست مسؤولاً عن تنفيذ أي شيء في هذه الاتفاقيّة إذا سُمح بأي تعديل على مذكرتي""[175]
24. ↑  رغم ذكر لجنة اليونسكوب إلى أنه "بالنسبة لعدة مراقبين في ذاك الوقت، اِعتُبر إبرام اتفاقيّة فيصل-وايزمان بشَّر بخير فيما يتعلّق بالتعاون المستقبليّ بين العرب واليهود في فلسطين."[178] وفي إشارة إلى تقرير عام 1937 للجنة الملكيّة الفلسطينيّة، إذ أشارت إلى أنه "ليس هناك أي زعيم عربيّ منذ 1919 قال أن التعاون مع اليهود ممكن حتّى" على الرغم من الآمال التي عبّر عنها الممثلون البريطانيّون والصهينيّون.[179]
25. ↑  قال لويد جورج في شهادته أمام اللجنة الملكيّة الفلسطينيّة: "كانت الفكرة، وكان هذا التفسير الذي وُضع في ذلك الوقت، ألَّا تُقام دولة يهوديّة على الفور في إثر معاهدة السلام دون الرجوع إلى رغبات أغلبيّة السكان. من ناحية أُخرى، تم الاعتقاد بأنه عندما يحين الوقت الذي يتم فيه إنشاء مؤسسات تمثيليّة لفلسطين، فإذا ما استغلّ اليهود لهذه الفرصة الموفرة لهم بفكرة الوطن القوميّ وتمكّنوا من أن يصبحوا أغلبيّة حاسمة في السكان، وبالتالي ستصبح فلسطين كومنولث يهوديّ."[186]
26. ↑  شهادة أمري تحت القسم أمام لجنة التحقيق الأنجلو-أمريكية في نياير/كانون الثاني 1946: "إن عبارة 'تأسيس وطن قومي في فلسطين للشعب اليهودي' كان المقصود منها وتم فهمها من جميع الأطراف المعنية في وقت إعلان بلفور أن فلسطين ستصبح في النهاية 'كومنولث يهوديّ' أو 'دولة يهوديّة'، إذا جاء اليهود فقط واستوطنوا هناك بأعداد كافية."[187]